# Plouhinec (Morbihan)
Pour les articles homonymes, voir Plouhinec.
Plouhinec [pluinɛk]  est une commune française située au sud-ouest du département du Morbihan en région Bretagne. Elle appartient au canton de Pluvigner.

## Géographie

### Description
| - Carte en couleurs de la commune de Plouhinec et des communes voisines. - Carte topographique de la commune de Plouhinec. |

| Riantec          | Merlevenez       | Sainte-Hélène           |
| Gâvres           | Plouhinec        | Locoal-Mendon Belz Étel |
| Océan Atlantique | Océan Atlantique | Erdeven                 |

La commune est située  entre la ria d'Étel à l'est sur 17 km et la petite mer de Gâvres sur 5 km à l'ouest. Au sud les 8 km de plage donnant sur l'Océan Atlantique font partie du plus grand cordon dunaire de Bretagne, le massif dunaire de Gâvres-Quiberon.qui s'étend de la pointe de Gâvres au fort de Penthièvre sur la commune de Saint-Pierre-Quiberon.
L'Îlot du Nohic, au cœur de la ria d'Étel, dépend de la commune de Plouhinec.
D'autres îles et îlots, situés en amont du Pont Lorois, dépendent eux aussi de la commune de Plouhinec: l'île de Fandouillec et les îlots de Gravignez, Miniavec et Logodenec notamment.

### Accès
Plouhinec se situe à 15 km de Lorient, à 35 km de Vannes, chef-lieu du Morbihan, et à 147 km de Rennes, chef-lieu de la région Bretagne.
On accède par une route à la presqu'île de Gâvres.

### À proximité
- Port-Louis : citadelle et remparts ; musée de la Compagnie des Indes et de la Marine.
- Riantec : Maison de la mer (découverte du milieu marin de la petite mer de Gâvres).

### Hydrographie
Pour un article plus général, voir Réseau hydrographique du Morbihan.
La commune est située dans le bassin Loire-Bretagne. Elle est drainée par le Goah Guillerm, le chenal de Berringue, le chenal du bisconte, le Lézévry et divers autres petits cours d'eau,.
Le Goah Guillerm, d'une longueur de 35 km, prend sa source dans la commune de Languidic et se jette  dans le ria d'Étel sur la commune et d'Erdeven, après avoir traversé huit communes. 

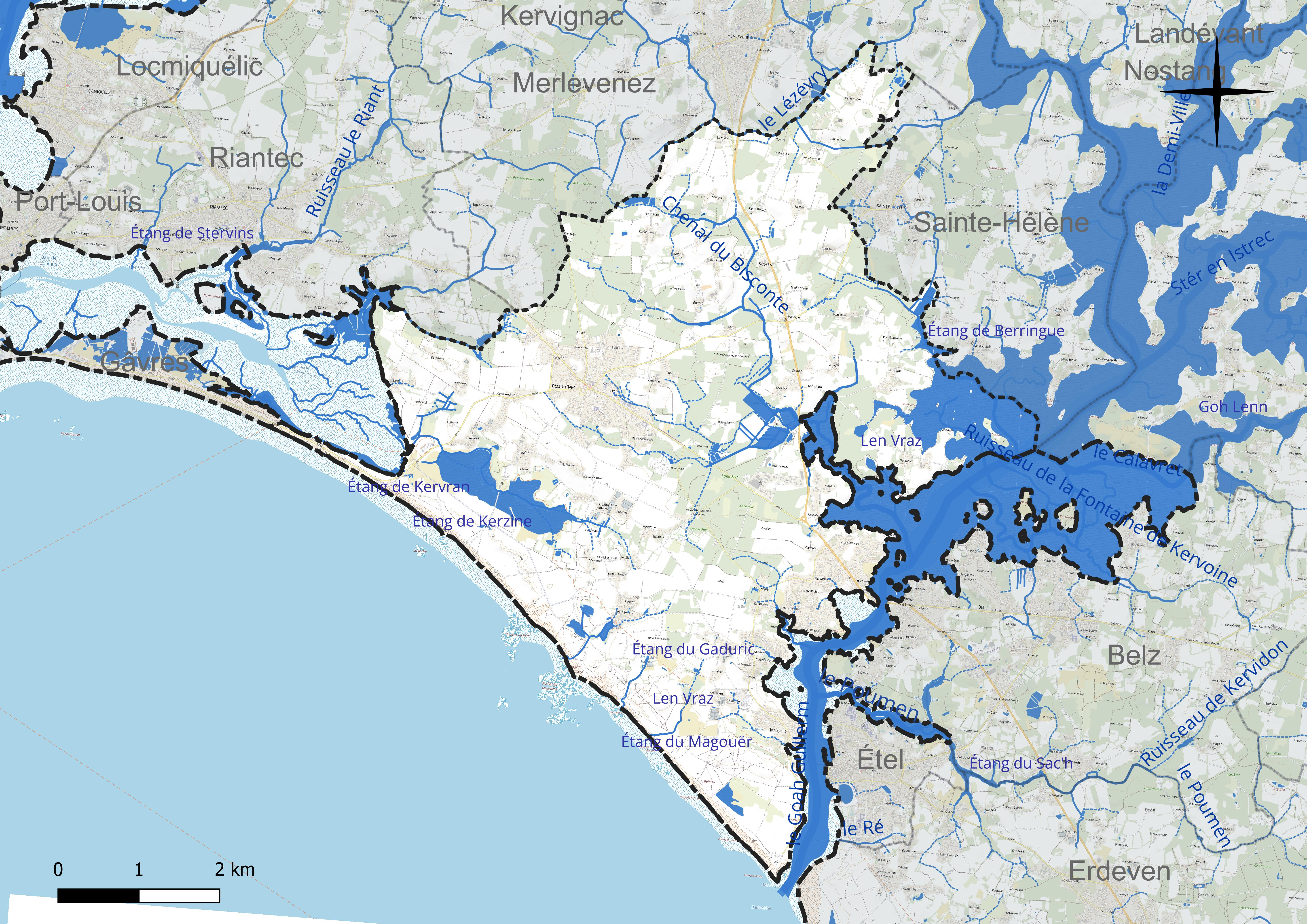
Réseau hydrographique de Plouhinec.

Six plans d'eau complètent le réseau hydrographique : Len Vraz (1,78 ha), l'étang de Berringue, d'une superficie totale de 6,4 ha (6,43 ha sur la commune), l'étang de Kervran (33,09 ha), l'étang de Kerzine (34,98 ha), l'étang du Gaduric (0,23 ha) et l'étang du Magouër (0,08 ha),.

### Climat
Pour des articles plus généraux, voir Climat de la Bretagne et Climat du Morbihan.
En 2010, le climat de la commune est de type climat océanique franc, selon une étude du CNRS s'appuyant sur une série de données couvrant la période 1971-2000. En 2020, Météo-France publie une typologie des climats de la France métropolitaine dans laquelle la commune est exposée à un climat océanique et est dans la région climatique  Bretagne orientale et méridionale, Pays nantais, Vendée, caractérisée par une faible pluviométrie en été et une bonne insolation. Parallèlement l'observatoire de l'environnement en Bretagne publie en 2020 un zonage climatique de la région Bretagne, s'appuyant sur des données de Météo-France de 2009. La commune est, selon ce zonage, dans la zone « Littoral doux », exposée à un climat venté avec des étés cléments.  
Pour la période 1971-2000, la température annuelle moyenne est de 12,1 °C, avec une amplitude thermique annuelle de 11,2 °C. Le cumul annuel moyen de précipitations est de 911 mm, avec 13,6 jours de précipitations en janvier et 7,1 jours en juillet. Pour la période 1991-2020, la température moyenne annuelle observée sur la station météorologique la plus proche, située sur la commune de Quéven à 16 km à vol d'oiseau, est de 12,2 °C et le cumul annuel moyen de précipitations est de 943,3 mm,. Pour l'avenir, les paramètres climatiques de la commune estimés pour 2050 selon différents scénarios d’émission de gaz à effet de serre sont consultables sur un site dédié publié par Météo-France en novembre 2022.

## Urbanisme

### Typologie
Au 1er janvier 2024, Plouhinec est catégorisée commune rurale à habitat dispersé, selon la nouvelle grille communale de densité à sept niveaux définie par l'Insee en 2022.
Elle appartient à l'unité urbaine de Plouhinec, une unité urbaine monocommunale constituant une ville isolée,. Par ailleurs la commune fait partie de l'aire d'attraction de Lorient, dont elle est une commune de la couronne,. Cette aire, qui regroupe 31 communes, est catégorisée dans les aires de 200 000 à moins de 700 000 habitants,.
La commune, bordée par l'océan Atlantique, est également une commune littorale au sens de la loi du 3 janvier 1986, dite loi littoral. Des dispositions spécifiques d’urbanisme s’y appliquent dès lors afin de préserver les espaces naturels, les sites, les paysages et l’équilibre écologique du littoral, tel le principe d'inconstructibilité, en dehors des espaces urbanisés, sur la bande littorale des 100 mètres, ou plus si le plan local d’urbanisme le prévoit.

### Occupation des sols

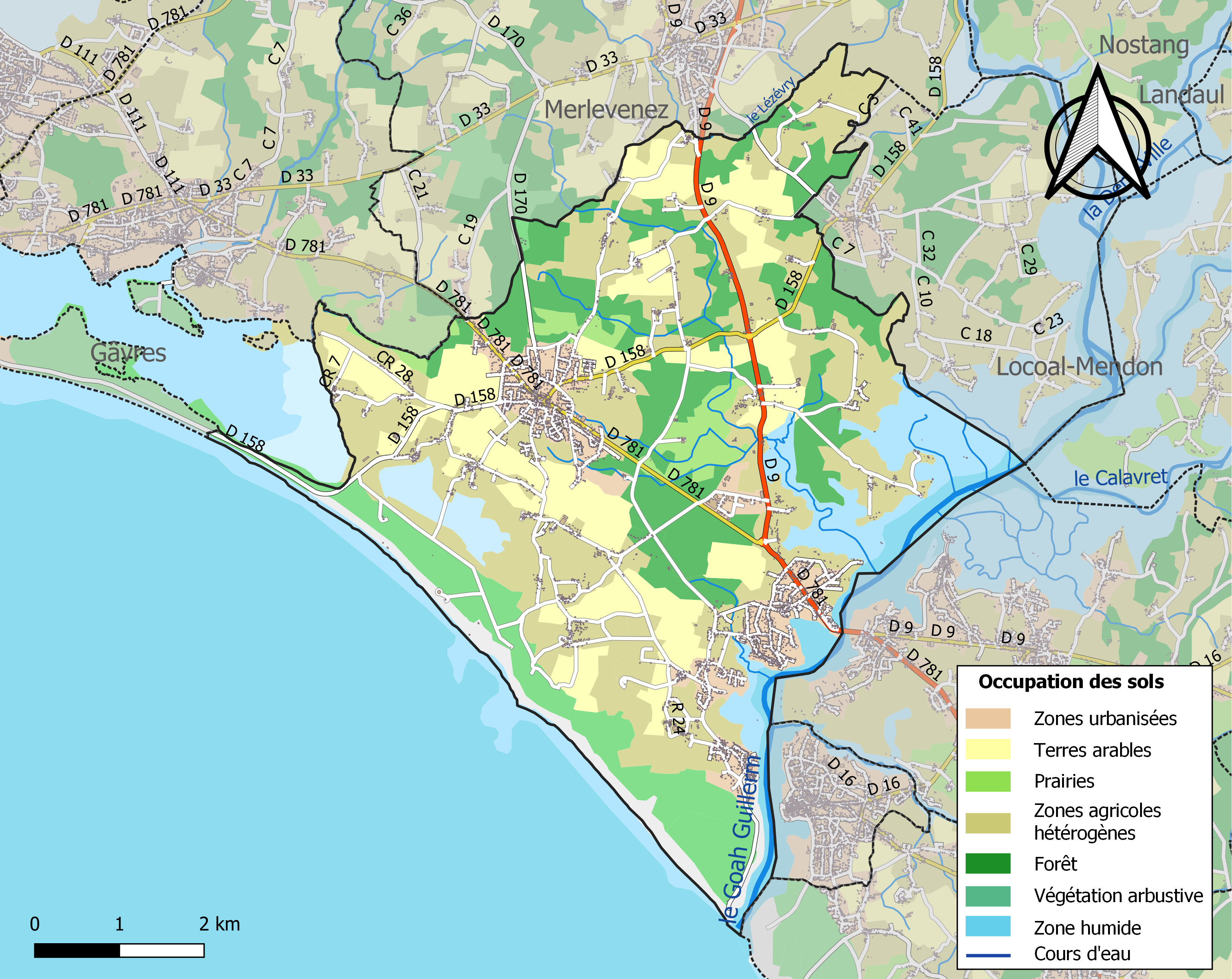
Carte des infrastructures et de l'occupation des sols de la commune en 2018 (CLC).

Le tableau ci-dessous présente l'occupation des sols de la commune en 2018, telle qu'elle ressort de la base de données européenne d’occupation biophysique des sols Corine Land Cover (CLC).
| Type d’occupation                                                                   | Pourcentage | Superficie (en hectares) |
| ----------------------------------------------------------------------------------- | ----------- | ------------------------ |
| Tissu urbain discontinu                                                             | 8,0 %       | 285                      |
| Zones industrielles ou commerciales et installations publiques                      | 0,8 %       | 27                       |
| Terres arables hors périmètres d'irrigation                                         | 17,8 %      | 637                      |
| Prairies et autres surfaces toujours en herbe                                       | 3,2 %       | 114                      |
| Systèmes culturaux et parcellaires complexes                                        | 36,1 %      | 1290                     |
| Surfaces essentiellement agricoles interrompues par des espaces naturels importants | 1,7 %       | 62                       |
| Forêts de feuillus                                                                  | 1,9 %       | 64                       |
| Forêts de conifères                                                                 | 15,3 %      | 545                      |
| Forêts mélangées                                                                    | 1,3 %       | 46                       |
| Pelouses et pâturages naturels                                                      | 7,3 %       | 261                      |
| Landes et broussailles                                                              | 1,8 %       | 65                       |
| Forêt et végétation arbustive en mutation                                           | 0,1 %       | 5                        |
| Plages, dunes et sable                                                              | 2,2 %       | 77                       |
| Marais intérieurs                                                                   | 1,9 %       | 68                       |
| Zones intertidales                                                                  | 0,6 %       | 23                       |
| Estuaires                                                                           | 0,03 %      | 1                        |
| Source : Corine Land Cover                                                          |             |                          |

## Toponymie
Le nom de la localité est mentionné sous sa forme latine Plebs Ithinuc au VIe siècle, sous les formes Ploihinoc en 1073,, Ploezne en 1427, Ploeznec en 1464, Plouhinec en 1477, Pluhinec en 1536[réf. nécessaire].
Le nom de la commune est Pleheneg en breton. Le nom de la commune est formé sur le breton Plou (paroisse ou peuple) et Ithinouc (Pleheneg) ou Ethinoc (déformation du nom du saint breton Guéthénoc), ou du breton *eithinoc « endroit couvert d'ajoncs ». Une autre hypothèse ferait provenir le nom de saint Winoc, comme c'est le cas pour la commune homonyme de Plouhinec (Finistère).

## Histoire

### Préhistoire

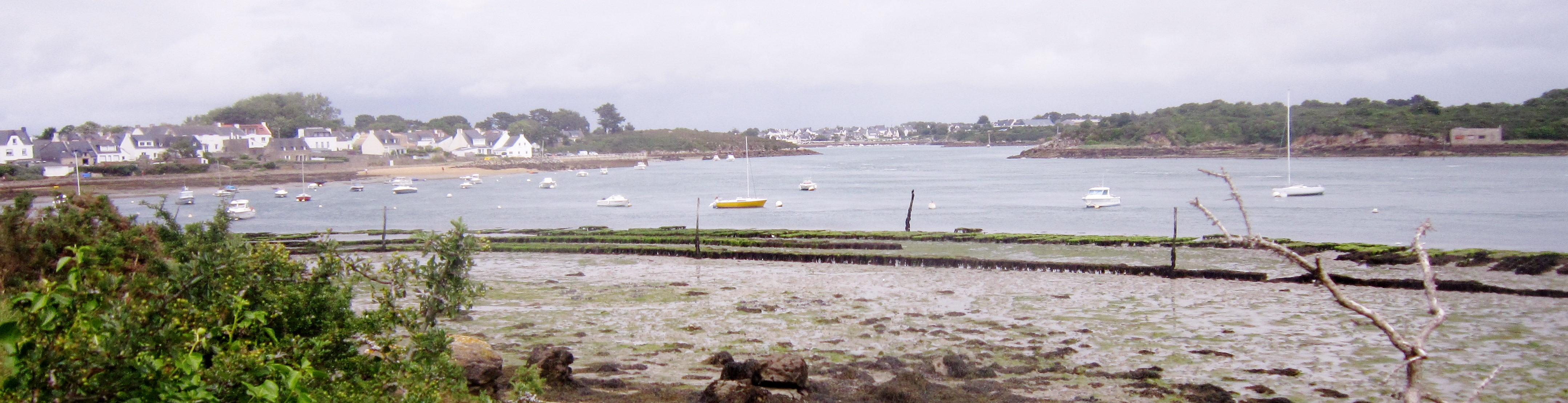
Rivière d'Étel : vue depuis le Mané-Véchen ; au centre de la photographie l'oppidum de Mané-Coh-Castel, un éperon barré.

Le site de Plouhinec est peuplé dès le Néolithique (3000 av. J.-C.) comme l'attestent de nombreux mégalithes, notamment les Alignements du Gueldro, le tumulus du Griguen et les dolmens de Kerouaren, Beg-en-Hâvre et du Mané-Bras, fouillés en 1884 par Félix Gaillard.

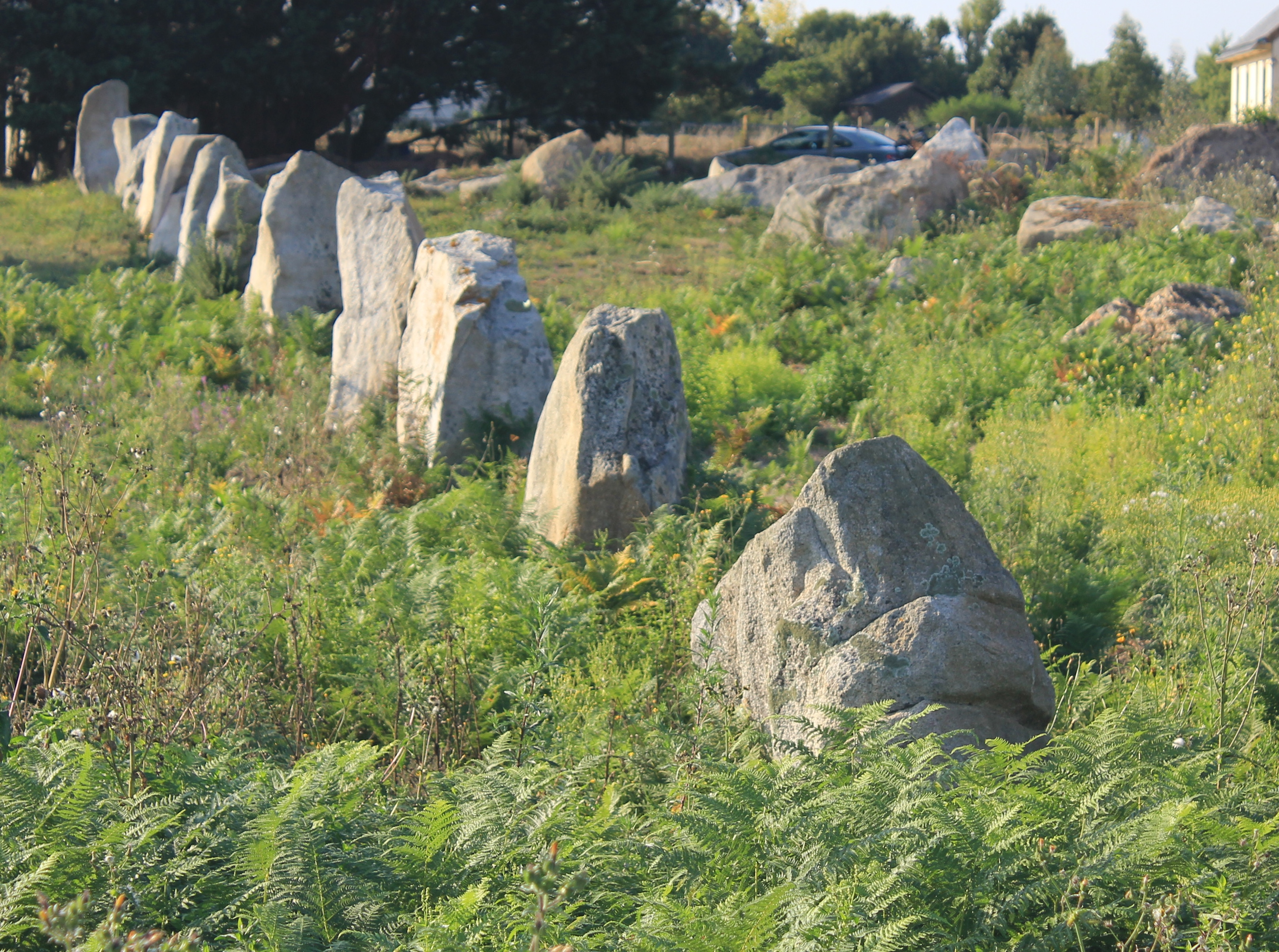
Les alignements du Gueldro.
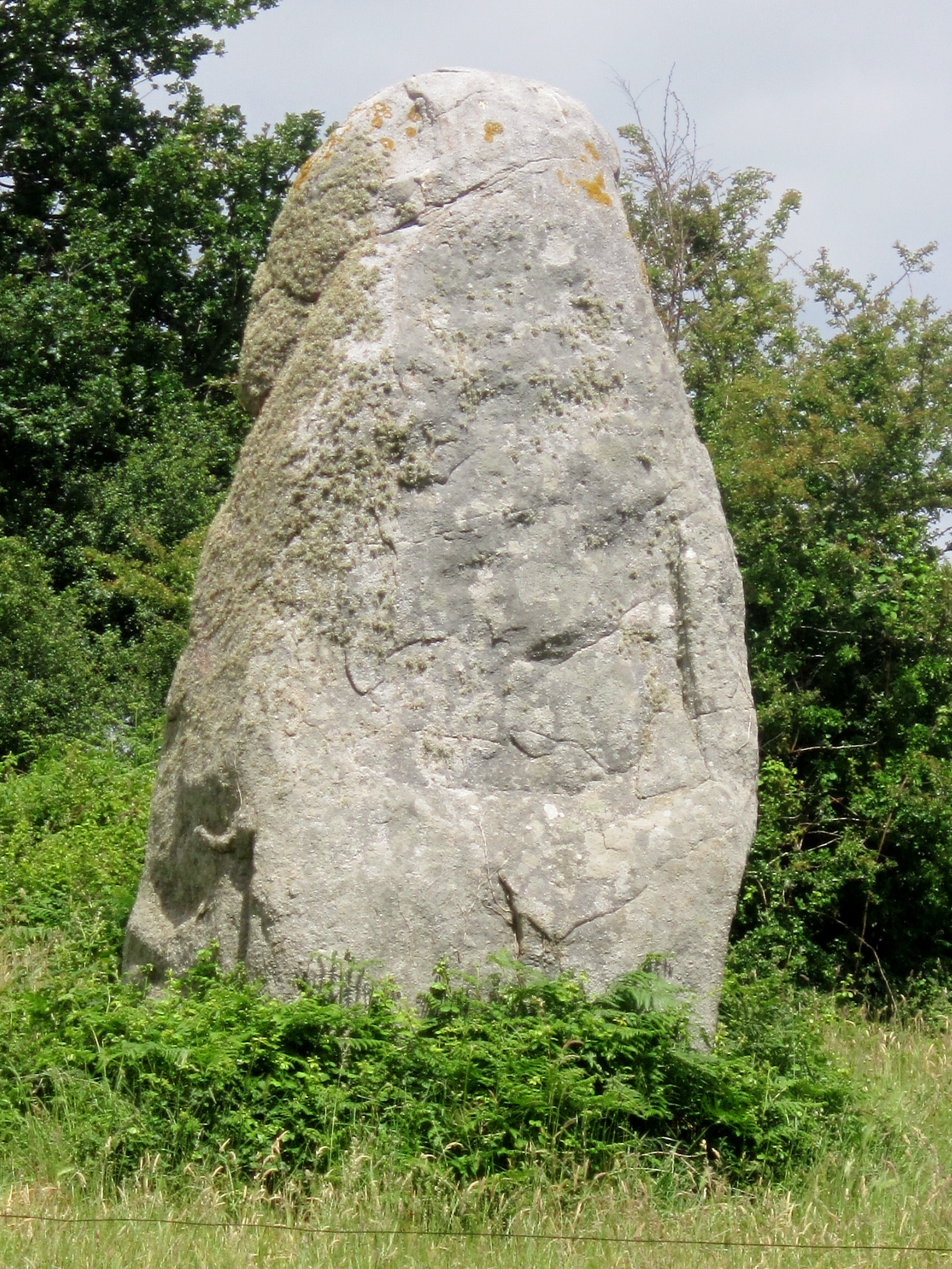
Le menhir de Nestadio.

L'oppidum de Mané-Coh-Castel, sur la rive droite de la ria d'Étel, est un éperon barré.

### Antiquité

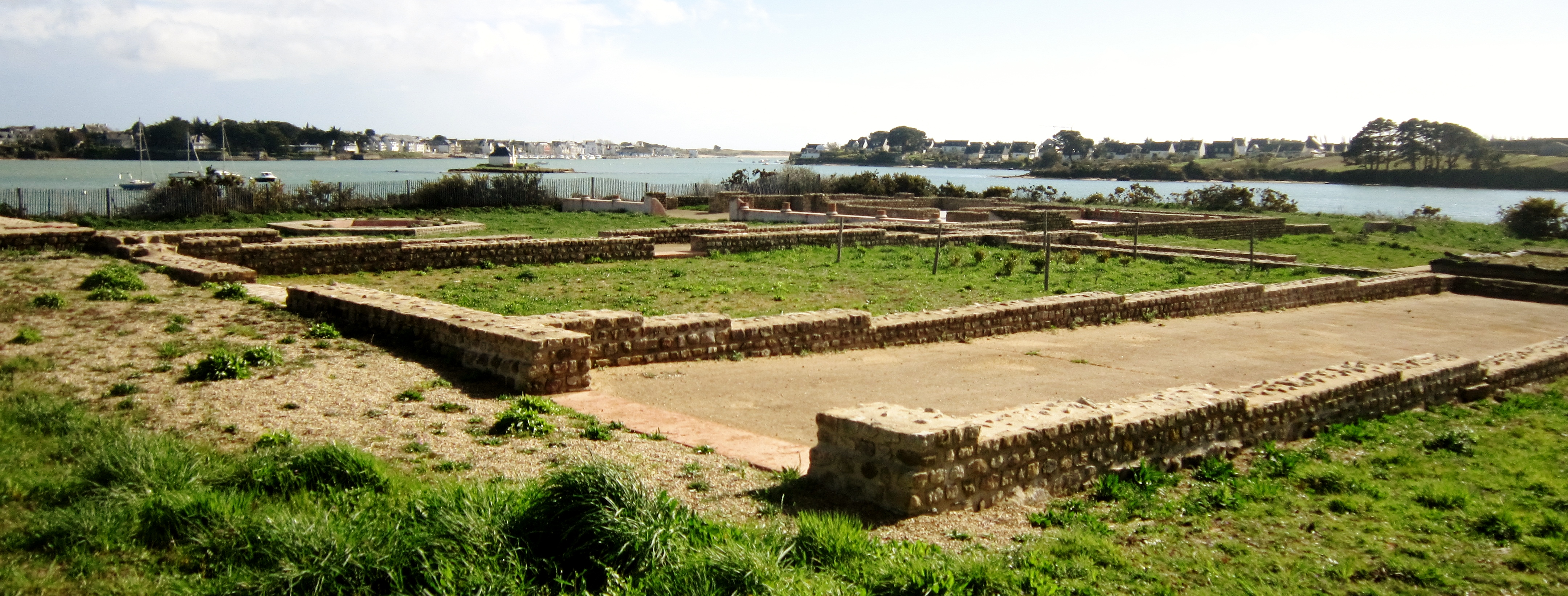
Le site archéologique de Mané-Vechen (rive droite de la Rivière d'Étel).

À Mané-Véchen, des fouilles entreprises entre 2001 et 2008 ont mis au jour les ruines d'une villa romaine dominant l'embouchure de la ria d'Étel, prouvant son occupation à l'époque gallo-romaine. Au Ier siècle av. J.-C., les Romains occupaient les côtes de Plouhinec (au lieu-dit Mane Koh Kastel).
Le dépôt monétaire de Mané-Véchen contenait 22 000 pièces de monnaie (des antoniniani datant pour la plupart de la période 238 - 282), répartis en quatre lots d'importance variée, chaque lot étant enfermé dans un ou deux pichets, ou une cruche.
Près du Vieux-Passage se trouvent les restes d'une fortification romaine, dont la position indique qu'elle fut établie sur ce point pour défendre l'entrée de la Rivière d'Étel.

### Étymologie et origines
L’étymologie la plus probable pour le nom de la commune viendrait de saint Guéthénoc (ce saint serait fils de saint Fragan et de sainte Gwen, et frère de saint Guénolé, saint Jacut et sainte Clervie ; il serait né vers 460 et serait venu évangéliser ses compatriotes. À Plouhinec, on retrouve de nombreux noms de villages se terminant par « Guen » : Ty-Guen, Manéguen...
Son origine remonte au IVe ou Ve siècle de notre ère. Les Bretons s’y installent au VIe siècle en fuyant la Grande-Bretagne. Ils établissent alors une paroisse qui prend le nom de Plou-Ithinuc (avec Ithinuc comme saint patron). Il est très rapidement supplanté par saint Pierre et saint Paul en tant que saint patron de la paroisse.
Plouhinec est une ancienne paroisse qui englobait autrefois les territoires actuels de Plouhinec, Merlevenez, Sainte-Hélène ainsi que les anciens territoires de Locoal et Locquénin (Saint-Guénin). Selon Erwan Vallerie, la paroisse de Plouhinec comprenait également à l'origine les territoires de Riantec, Port-Louis, Gâvres et Locmiquélic. D'après d'autres historiens et linguistes, comme Joseph Loth et Henri François Buffet, la paroisse de Riantec (Riantec, Port-Louis, Gâvres et Locmiquélic) fut créée au VIe siècle durant l'émigration bretonne.

### Moyen Âge
Plouhinec dépendait autrefois du doyenné de Pou-Belz. Le château de Plouhinec entra dans la Maison de Rohan à la mort de Pierre de Rostrenen, au moment où sa fille Jeanne, veuve d'Alain VII depuis 1352 en hérita. Le château ne resta pas longtemps aux Rohan car la seigneurie fut cédée par le fils de Jeanne, le vicomte Jean Ier, le 29 mai 1371, au duc Jean IV de Bretagne, contre une rente viagère de mille livres.
Un prieuré dépendant de l'Abbaye de Saint-Gildas de Rhuys existait à Plouhinec, mais le prieur n'y faisait jamais sa résidence ; il se contentait d'envoyer un de ses moines prélever les revenus. Ce prieuré fut vendu en 1793 comme bien national.

### Époque moderne
Un aveu de 1682 concernant le château et la seigneurie de Guémené cite, en annexe, la seigneurie de Plouhinec. Au Moyen Âge, on mentionne un château, dont le propriétaire est le prince Louis VI de Rohan-Guémené.
Jean-Baptiste Ogée décrit ainsi Plouhinec en 1778 :

« Plouhinec ; à 8 lieues à l'ouest de Vannes, son évêché et son ressort ; à 27 lieues de Rennes ; et à2 lieues de l'Orient, sa subdélégation. Cette paroisse relève du Roi et compte 2 000 communiants. Ce territoire, bordé à l'ouest [sic : à l'est] par la rivière d'Étel et au sud par la mer, est fertile en grains et très exactement cultivé. »

### Révolution française
Plouhinec est érigée en commune en 1790.
En 1793, les autorités révolutionnaires décrètent l'effort de guerre et la conscription pour résister aux nations européennes aux portes de Paris. À Plouhinec, les jeunes gens résistent aux commissaires chargés du recrutement et parodient la Révolution en arborant la cocarde blanche et en se déclarant aristocrates.
Pendant la chouannerie, des paysans plouhinécois acquis à la cause sont incarcérés à la citadelle de Port-Louis. Le notaire Joseph Lestroban, homme d'influence, conseille aux autorités de les échanger contre une rançon de 747 quintaux de grains ; ce qui est fait.

### LeXIXesiècle
En 1841, une loi a démembré Plouhinec en lui retirant six villages réunis à Sainte-Hélène.
A. Marteville et P. Varin, continuateurs d'Ogée, décrivent ainsi Plouhinec en 1853 : 

« Plouhinec (sous l'invocation de saint Pierre et de saint Paul) ; commune formée par l'ancienne paroisse de ce nom ; aujourd'hui succursale.(...) Principaux villages : Kerfrezec, Kergourio, Lizordenne, Lanicgorée, Lezefry, Kerfoucher, Kermarhis, Kercado, Kerjean, Kerisero, Kermorin, Kerzine, Kervran, Kerfaut, Kerbrest,
Kerveullucée, Kerprat, le Magouero, Loquinien, Kerbasquen, le Magouer, Vieux-Passage, Kervarsay, Nestradio, Kerist, Kerdanve, Berringue. Superficie totale : 3831 hectares dont (..)
terres cultivables 3 831 ha, prés et pâtures 430 ha, bois 101 ha, vergers et jardins 56 ha, landes et incultes 1 040 ha, étangs 128 ha (...). Moulins à eau de Berring, du Biscun. (...) Outre l'église, il y a en cette commune les chapelles Saint-Fiacre, Saint-Corneille, Saint-Guen, Notre-Dame-de-Pitié et Saint-Guillaume. Les deux premières sont desservies tous les dimanches. Une autre chapelle, qui touche pour ainsi dire les murs de l'église, est d'un gothique ogival qui la fait remonter au XIIe siècle ou au XIIIe siècle. On y avait ajouté une tour vers 1760, mais celle-ci étant trop massive et écrasant la voûte, on a dû la démolir. (...) La rivière d'Étel sépare cette commune  de celle de Belz ; on la passait autrefois au Vieux-Passage ; on la passe aujourd'hui au Passage-Neuf. (...) Géologie : granite. On parle le breton. »

Entre 1865 et 1870 une épidémie de variole sévit dans le Morbihan : 150 malades furent atteints à Plouhinec, l'épidémie y faisant 80 morts. En 1886 c'est une épidémie de fièvre typhoïde qui fit 15 malades (dont 8 décès) à Plouhinec.
Benjamin Girard décrit ainsi Plouhinec en 1889 :

« La commune de Plouhinec est l'une des plus importantes du canton de Port-Louis ; sa population compte un certain nombre de marins et de pêcheurs. C'est à Plouhinec que commencent les allées de pierres druidiques [en fait monuments mégalithiques ] qui s'étendent jusqu'à Carnac et sont disposées de l'ouest à l'est. Sur les bords du bras de mer appelé Rivière d'Étel et près du village dit Le Vieux-Passage, qui est à l'extrémité sud-est de la commune, on voit les restes d'une fortification romaine [en fait Mané-Véchen ], dont la position indique qu'elle fut établie sur ce point pour défendre l'entrée de la dite rivière, qui pénètre jusqu'à 12 km à l'intérieur des terres »

Le 7 juin 1897, environ 1 500 pêcheurs, y compris 300 patrons de barques, de Port-Louis, Gâvres, Riantec, Plouhinec et Plœmeur, décidèrent de ne plus prendre la mer, protestant contre le prix auquel leurs sardines étaient achetés par les usiniers et les conditions générales de vente.
En 1892 Stéphan, d'Erdeven, obtient après de nombreux débats le droit d'implanter et d'exploiter une concession ostréicole dans l'îlot du Nohic au cœur de la ria d'Étel ; il exploita cette concession jusqu'en 1935 et d'autres ostréiculteurs lui succédèrent au fil des ventes successives.

#### L’école de hameau de Poulgoazec / Menglenot[42]
Une scolarité existe à Poulgoazec dès 1869. Les cours sont donnés par une institutrice libre dans une maison particulière et la classe est mixte.
En 1872, l’école qui compte 60 enfants scolarisables est communalisée.
La location d’une autre maison particulière en 1889 permet la création d’une deuxième classe.
Mais dès 1894, l'école est signalée comme insalubre et trop petite. Aussi, en 1898, une première école communale est construite. Elle s’avère également rapidement trop petite.
Il faudra 15 années et de nombreuses interventions politiques pour qu’une nouvelle école soit construite. Elle sera affectée aux garçons et l’ancienne école aux filles.
Ce groupe scolaire ferme en 2003.

### LeXXesiècle

#### La Belle Époque
Plouhinec est ainsi décrit lors de la crise sardinière de 1903:

« Le maire, M. Uhuel, un homme encore très jeune et qui porte le costume spécial du pays, gilet de velours noir à double rangée de boutons et chapeau à grands bords d'où pendent ds rubans (...) me dit que, dans les quatre-vingt-dix villages qui dépendent de la commune qu'il administre, il y avait 350 pêcheurs de sardines, représentant environ 1 200 personnes avec leurs familles. Il y en a 120 très malheureux. C'est à ce point que dans les chaumières de la côte (...) on mange du pain noir avec quelques coquillages qu'on va chercher, et qu'on fait des quêtes à domicile pour l'avoir, ce pain noir (...) Je ne peux m'empêcher de signaler la situation lamentable des pêcheurs : Grégoire Mallet, au Vieux-Passage, qui a neuf enfants, et qui a gagné 40 à 50 francs dans sa saison ;  Bullion, au Guerno, dont les huit enfants ont faim ; Rieux, qui a aussi neuf enfants et Bénabès, qui en a six. »

Lors d'un concours de tir organisé à la limite des deux communes, la vieille rivalité de village entre les jeunes gens de Plouhinec et de Merlevenez, suscita, au moment du palmarès, une bataille rangée au cours de laquelle un jeune homme de Merlevenez fit feu avec un fusil de chasse à plusieurs reprises sur le groupe adverse, faisant plusieurs blessés et un mort, Jean Uzel.

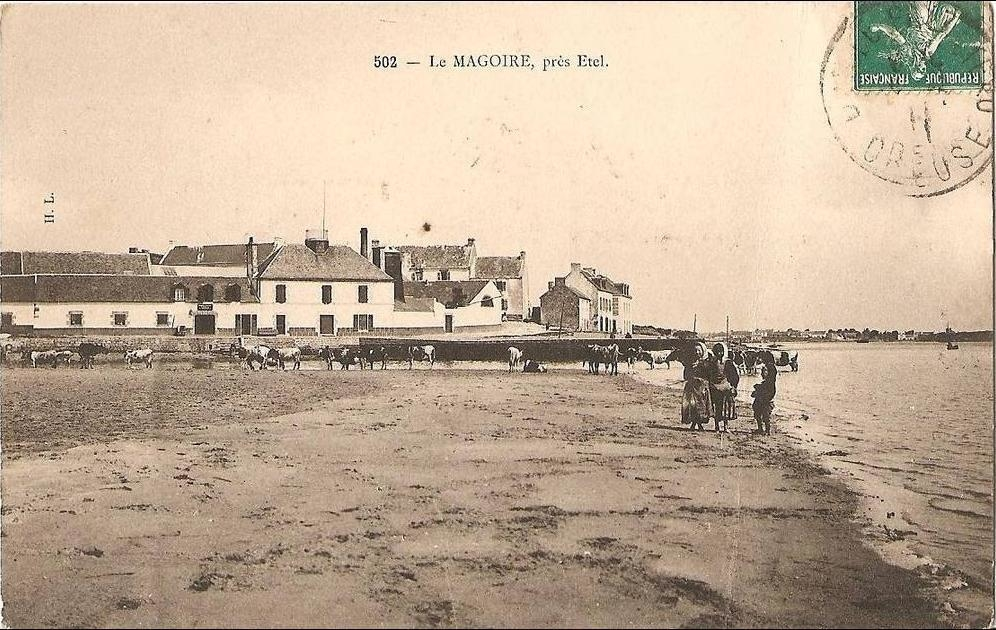
Le Magouër vers 1910.
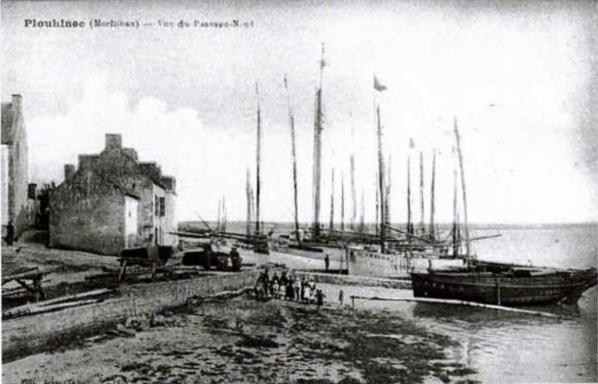
Vue du Passage-Neuf, ou Magouër, au début du XXe siècle.
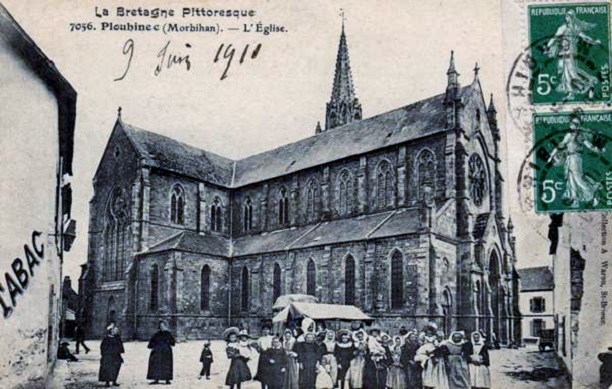
L'église paroissiale de Plouhinec en 1911.

Comme dans d'autres communes voisines, le 10 mars 1906 l'inventaire des biens d'église ne put avoir lieu à Plouhinec « où la résistance est organisée ».

#### La Première Guerre mondiale
Le monument aux morts de Plouhinec porte les noms de 162 soldats et marins morts pour la France pendant la Première Guerre mondiale : 8 au moins (Jean Alan, Joseph Bossenec, Jean Corlay, Léon Le Bohec, Louis Moron, Jean Prado, Jules Roger et Jean Stéphano) sont disparus en mer ; Pierre Le Namour, fusilier marin, est mort dès 1914 à Dixmude (Belgique) ; 4 (Jean Le Borgne, Joseph Le Bozec, Frédéric Le Carour et Théophile Le Draper) sont morts en Turquie en 1915 dans le cadre de l'expédition des Dardanelles lors de la Bataille de Sedd-Ul-Bahr) ; 3 (Joseph Jego, Eugène Le Pontois et Joseph Le Runigo) sont morts en Serbie dans le cadre de l'Expédition de Salonique ; 3 (Albert Cado, Alphonse Jégo et Eugène Kerneur) sont morts alors qu'ils étaient en captivité en Allemagne ; Vincent Le Formal a été tué en 1917 à Tarente (Italie) ; Louis Rieux est mort accidentellement en service en 1917 à Ferryville (Tunisie) ; Joseph Le Runigo est mort de maladie sur un navire-hôpital en Roumanie le 11 mai 1919, donc après l'armistice ; la plupart des autres sont morts sur le sol français (parmi eux Jean Jego, François Larboulette et Alphonse Le Livec ont été décorés de la Médaille militaire et de la Croix de guerre, Julien David, Jean Evanno, Jacques Le Floch, Louis Le Nézet et Philippe Rio de la Croix de guerre, Ferdinand Jégo de la Médaille militaire.

#### L'Entre-deux-guerres
En 1933, une « Commission de la Marine » du Sénat reconnaît qu'« une entrave absolue était apportée au développement normal des communes d'Étel, d'Erdeven, de Plouharnel et de Plouhinec, par les sujétions et les dangers résultant pour elles de la proximité du champ de tir de Gâvres ; que le dommage ainsi causé pouvait être assimilé à une éviction et qu'il devait donc faire l'objet d'une juste et préalable indemnité ».

#### La Seconde Guerre mondiale
En février 1941 les Conseils municipaux de Plouhinec et de plusieurs autres communes adressent « au maréchal Pétain l'hommage de leur admiration, de leur loyalisme et de leur gratitude pour l'œuvre de redressement qu'il a entreprise ».

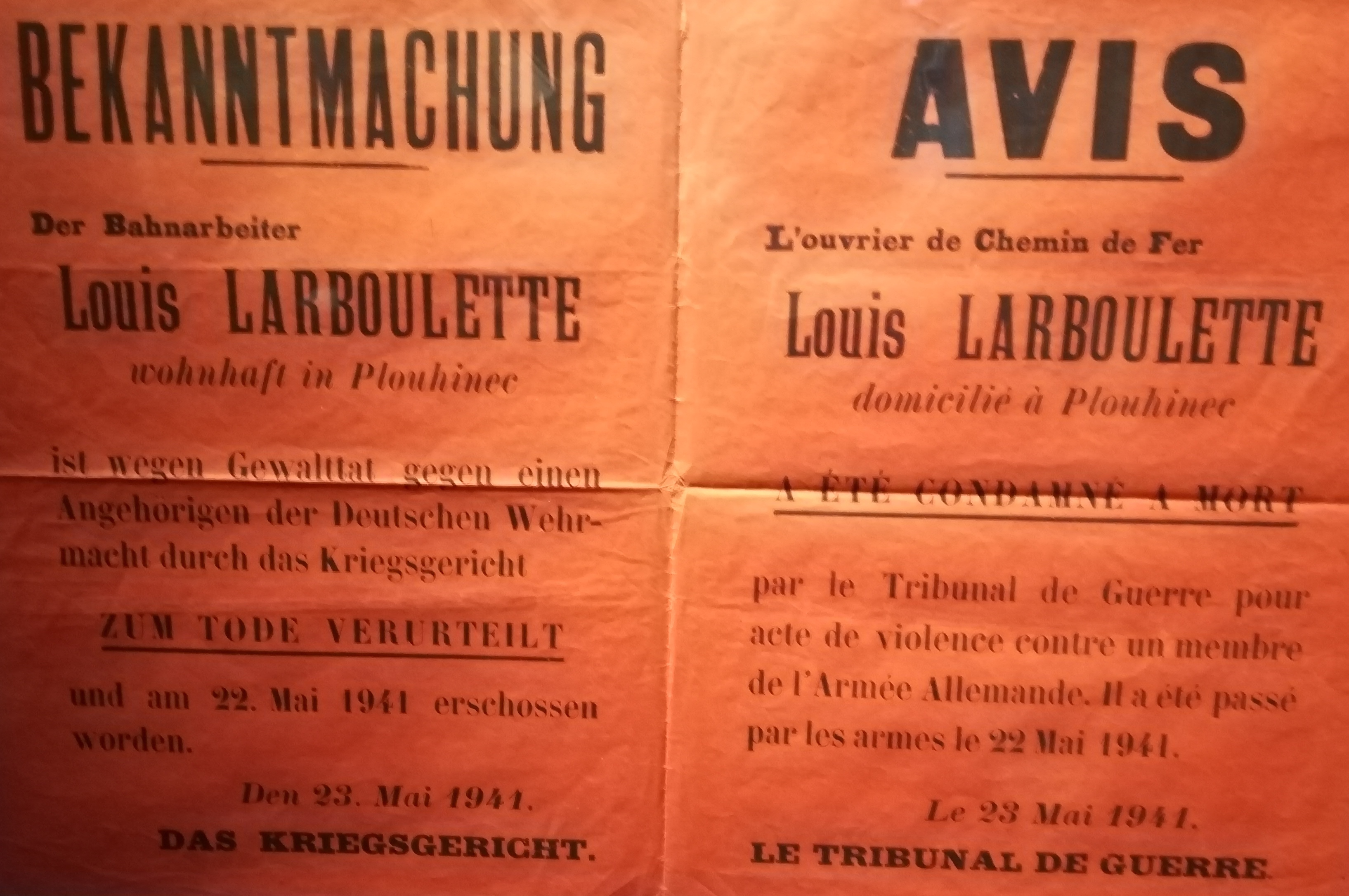
Affiche bilingue allemand et français de l'exécution de Louis Larboulette le 22 mai 1941 à Vannes (Musée de la Résistance de Saint-Marcel).

Pendant la Seconde Guerre mondiale, la dune littorale est utilisée par l'armée allemande dès 1940 par la construction de la base des sous-marins et des blockhaus du Mur de l'Atlantique. Une voie ferrée fut construite entre le port du Magouër et Port-Louis pour construire la base sous-marine de Lorient ; les wagonnets ressemblaient à ceux des mines.
En 1944, les alliés décident de détruire le Pont-Lorois pour couper la poche de Lorient en deux. Celle-ci comprenait 25 communes et allait de la Laïta (autour de Quimperlé) jusqu’à la presqu'île de Quiberon. À la fin de cette guerre, c’est au « café de la Barre » au Magouër que se sont engagés les pourparlers d'armistice de la poche de Lorient.
Le monument aux morts de Plouhinec porte les noms de 47 personnes mortes pour la France pendant la Deuxième Guerre mondiale : parmi elles de nombreuses victimes civiles liées aux combats de la poche de Lorient ; Ferdinand Le Labousse est mort en captivité en Allemagne ; Marie Pessel, déportée, est morte le 9 mars 1945 dans le camp de concentration de Ravensbrück. Louis Larboulette, marin-pêcheur, fut fusillé le 22 mai 1941 à Vannes pour « coups et blessures » contre un militaire allemand.

#### L'après Seconde Guerre mondiale
Quatre soldats (Étienne Candalh, Julien Jego, Ernest Guillevic, Louis Le Labousse et Amédée Lecam) originaires de Plouhinec sont morts pendant la Guerre d'Indochine et trois (Gilbert Gahinet, Gaston Le Calvé et Désiré Le Furaut) pendant la Guerre d'Algérie.

## Blasonnement
|  | Les armoiries de Plouhinec se blasonnent ainsi : Tiercé en bande : 1) de sinople chargé d’un écureuil d’or -2) de gueules chargé en chef d’un menhir d’or -3) d’azur au poisson contourné d’or – au chef cousu d’azur chargé d’un pont suspendu cousu de sable mouvant des flancs. |

## Politique et administration

### Fiscalité
| Désignation fiscale                         | Commune    | Moyenne de la strate |
| ------------------------------------------- | ---------- | -------------------- |
| Taux                                        |            |                      |
| Taxe d'habitation                           | 14,00 %    | 10,87 %              |
| Taxe foncière sur les propriétés bâties     | 20,20 %    | 16,56 %              |
| Taxe foncière sur les propriétés non bâties | 41,00 %    | 44,64 %              |
| Recette                                     |            |                      |
| Taxe d'habitation                           | 163 €/hab. | 121 €/hab.           |
| Taxe foncière sur les propriétés bâties     | 156 €/hab. | 162 €/hab.           |
| Taxe foncière sur les propriétés non bâties | 10 €/hab.  | 10 €/hab.            |

### Jumelages
La commune de Plouhinec est jumelée avec :
- Weidenberg (Allemagne) ;
- Kilkee (Irlande).

## Démographie
L'évolution du nombre d'habitants est connue à travers les recensements de la population effectués dans la commune depuis 1793. Pour les communes de moins de 10 000 habitants, une enquête de recensement portant sur toute la population est réalisée tous les cinq ans, les populations de référence des années intermédiaires étant quant à elles estimées par interpolation ou extrapolation. Pour la commune, le premier recensement exhaustif entrant dans le cadre du nouveau dispositif a été réalisé en 2006.

En 2022, la commune comptait 5 343 habitants, en évolution de +0,56 % par rapport à 2016 (Morbihan : +3,82 %, France hors Mayotte : +2,11 %).
| 1793  | 1800  | 1806  | 1821  | 1831  | 1836  | 1841  | 1846  | 1851  |
| ----- | ----- | ----- | ----- | ----- | ----- | ----- | ----- | ----- |
| 2 165 | 2 052 | 2 082 | 2 620 | 2 822 | 2 537 | 2 402 | 2 694 | 2 777 |

| 1856  | 1861  | 1866  | 1872  | 1876  | 1881  | 1886  | 1891  | 1896  |
| ----- | ----- | ----- | ----- | ----- | ----- | ----- | ----- | ----- |
| 2 942 | 3 135 | 3 254 | 3 170 | 3 369 | 3 568 | 3 681 | 3 693 | 3 820 |

| 1901  | 1906  | 1911  | 1921  | 1926  | 1931  | 1936  | 1946  | 1954  |
| ----- | ----- | ----- | ----- | ----- | ----- | ----- | ----- | ----- |
| 3 886 | 3 918 | 4 006 | 3 830 | 3 775 | 3 495 | 3 615 | 3 530 | 3 581 |

| 1962  | 1968  | 1975  | 1982  | 1990  | 1999  | 2006  | 2011  | 2016  |
| ----- | ----- | ----- | ----- | ----- | ----- | ----- | ----- | ----- |
| 3 601 | 3 451 | 3 372 | 3 553 | 4 026 | 4 143 | 4 657 | 5 085 | 5 313 |

| 2021  | 2022  | - | - | - | - | - | - | - |
| ----- | ----- | - | - | - | - | - | - | - |
| 5 354 | 5 343 | - | - | - | - | - | - | - |

## Patrimoine historique

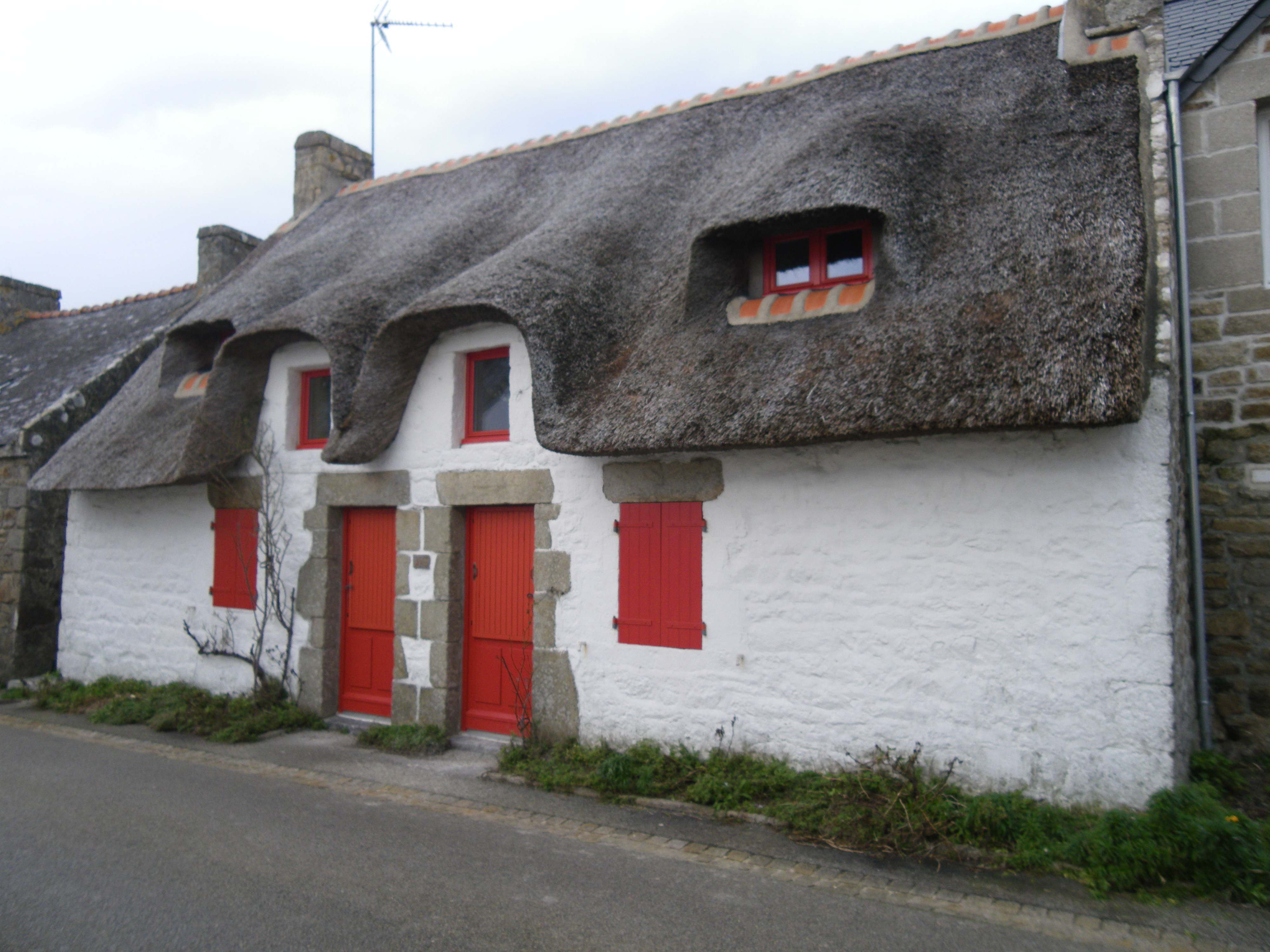
Une maison de Plouhinec.

L'inventaire du patrimoine architectural de l'ensemble de la commune a été publié en 2009.

### Les sites préhistoriques et antiques
Entre les étangs et le bourg, en suivant la crête qui va de Kerouzine à la ria d'Étel, au sein du domaine archéologique de Mané-Véchen, se dressait un alignement de menhirs mesurant 1,40 mètre. Une autre ligne de monuments se trouvait au nord du bourg. Beaucoup de ces pierres ont été brisées et employées à la construction.
- Oppidum de Mané-Coh-Castel, oppidum protohistorique en rive droite de la ria d'Étel.

#### Domaine archéologique de Mané-Véchen

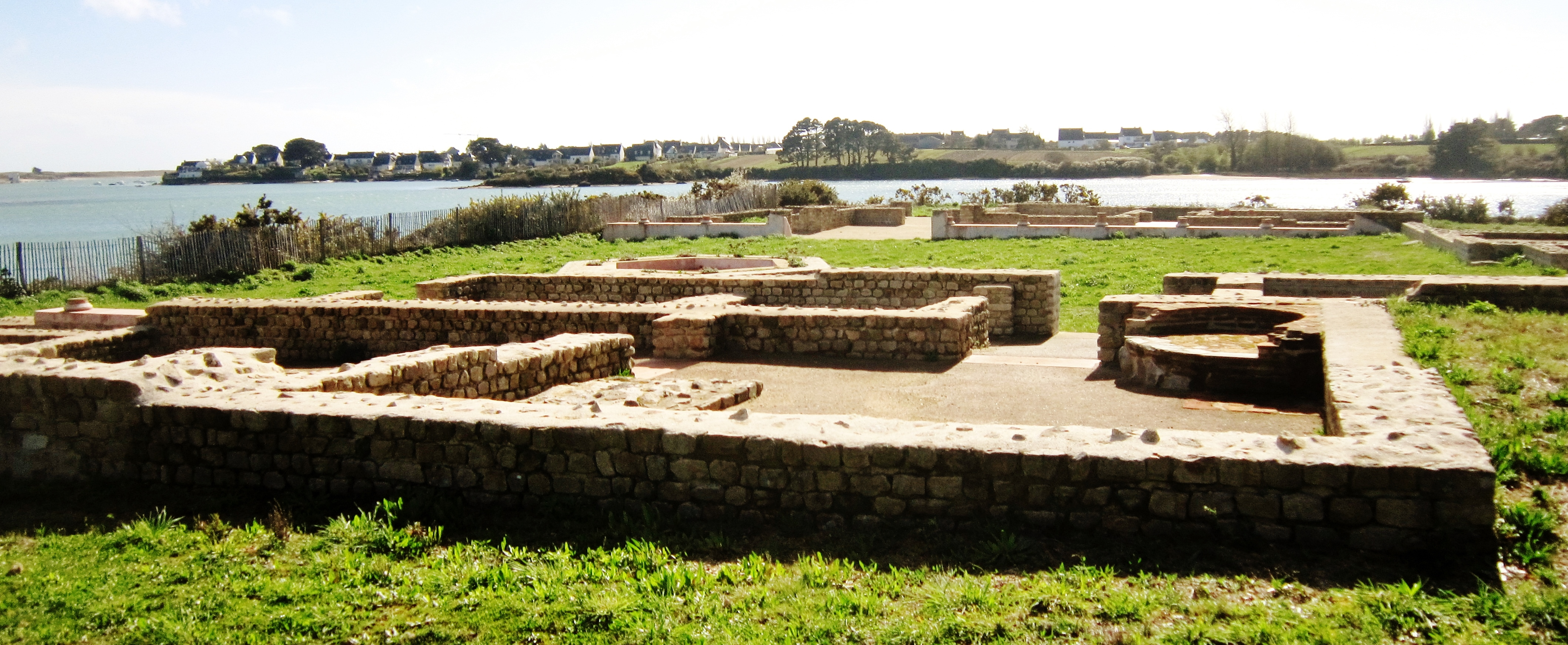
Le site archéologique de Mané-Vechen.

La villa gallo-romaine de Mané-Véchen est un site archéologique se situant à Plouhinec en Bretagne dans le Morbihan. Il domine sur un éperon rocheux, l'estuaire maritime de la rivière d'Étel. Ce site stratégique (militairement et commercialement est déjà occupé dès la période néolithique, comme en témoignent les nombreux mégalithes.
Les vestiges de la villa constitue un important établissement romain, un des rares monuments antiques visitables en Bretagne. Les ruines constituent un parc archéologique vivant, ou chacun peut (durant l'été) aller à la rencontre des archéologues, qui font aussi office de guides. Le mobilier (vases, monnaies, armes, fibules, sculptures) est présenté tous les ans lors des journées européennes du patrimoine.

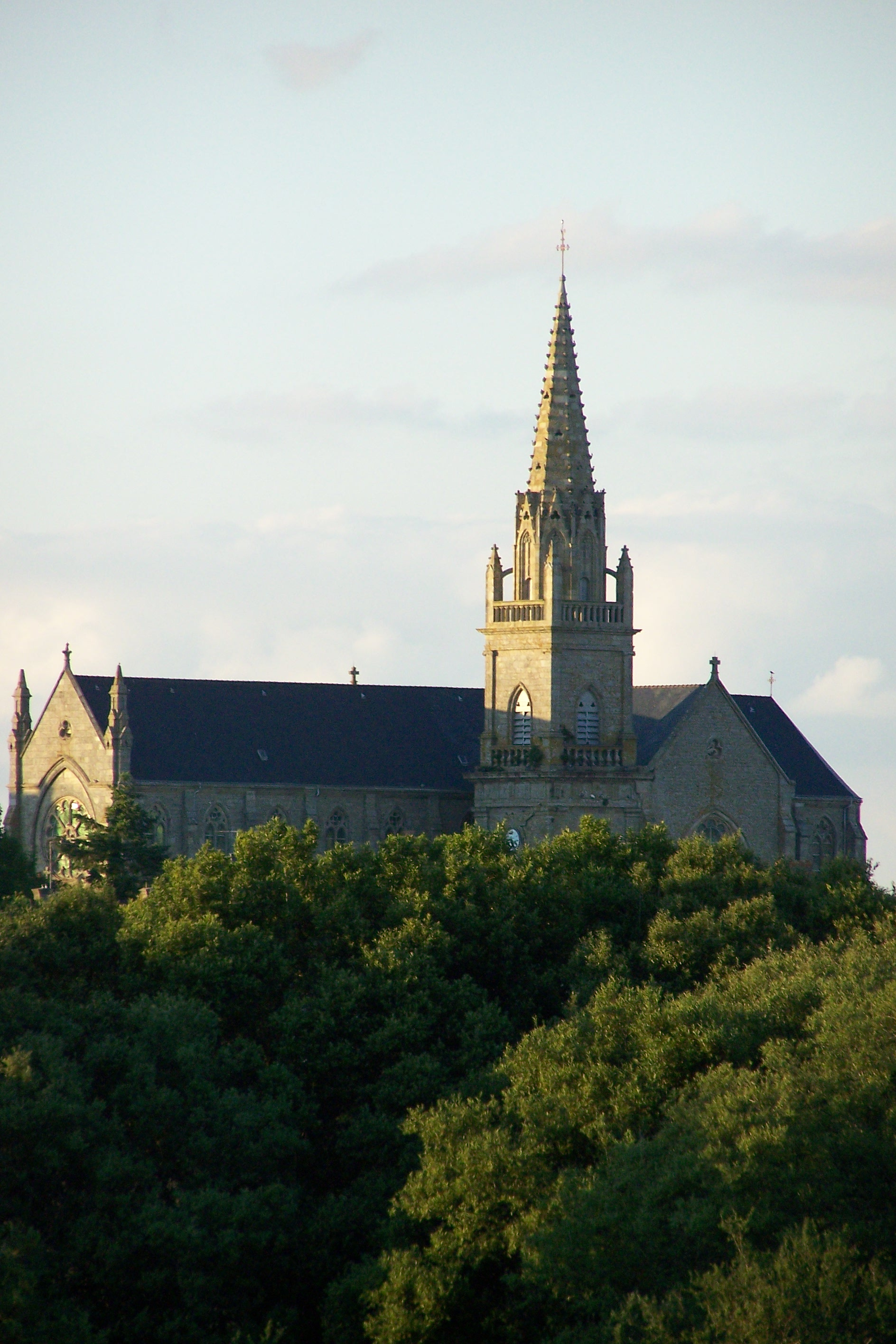
L'église paroissiale Notre-Dame-de-Grâce.

### L’église du bourg
Notre-Dame de Grâce ou Saint-Pierre-et-Saint-Paul (1872-1873) a été édifiée de 1870 à 1873, par l'architecte Théodore Maignant. C’est un imposant édifice de style néogothique dont la haute silhouette domine les maisons du bourg. La construction de l'église actuelle a fait disparaître vers 1869 l'ancienne église des XIIe et XIVe siècles avec additions postérieures, la chapelle Saint-Avit du XVIe siècle, et surtout la très curieuse chapelle Notre-Dame-de-la-Clarté qui avait été commencée en 1511 et achevée en 1519. On n'a conservé que le clocher de cette dernière, qui avait été entièrement reconstruit en 1846 par l'architecte entrepreneur Henri Léon. Le chœur, œuvre du sculpteur Le Brun, date de 1891. Le retable et la chaire sont de magnifiques œuvres d’ébénisterie. Tous les ans, la procession du pardon chemine à partir de la croix du Pontoir et de la fontaine voisine située sur une place au nord du bourg.

### L'église de Locquénin
L'église Saint-Guénin de Locquénin, alors simple chapelle, est bâtie à l’époque romane, probablement au XIIe siècle, au bord d’une ancienne voie romaine. Originellement, l’édifice présentait probablement un plan semblable à celui de la chapelle Saint-Cado de Belz : une nef donnant par une série d’arcades sur d’étroits collatéraux et s’achevant probablement à l’est par une abside flanquée de deux absidioles. Le chœur roman est reconstruit, peut-être au XVIIIe siècle. Au début du XXe siècle, la chapelle est victime de l’accroissement de la population locale : jugée trop petite, elle est agrandie par l’architecte Caubert. En 1924 une nouvelle nef est construite perpendiculairement à l’ancienn vaisseau orienté est-ouest, qui est transformé en transept et chœur. Le côté sud de la nef romane est abattu. L’ancienne porte ouest est remplacée par une fenêtre. L'ancien chœur devient sacristie.
L’édifice présente un plan en T irrégulier. Il est désorienté (sud-nord). De l’édifice roman, seul subsiste le côté nord de l’ancienne nef. Trois arcades de plein cintre à simple rouleau reposant sur des piles carrées à simple tailloir ouvre sur le bas-côté nord. Les arcs sont fourrés et à claveaux rayonnants.
Un ex-voto est présent et correspond à une reproduction de thonier-dundee immatriculé au quartier de Lorient. Il porte le nom du saint-patron du lieu-dit et est dédié à la mémoire des Marins. Son immatriculation correspond à sa date de création ou d'offrande, le 29 février 1980. Un thonier-dundee motorisé vers 1930 a toutefois reçu le nom de Saint-Guénin. Ce dundee avait été construit aux chantiers des Sables en 1925 au profit d'un marin-pêcheur armateur du Magouër en Plouhinec.

### Les chapelles

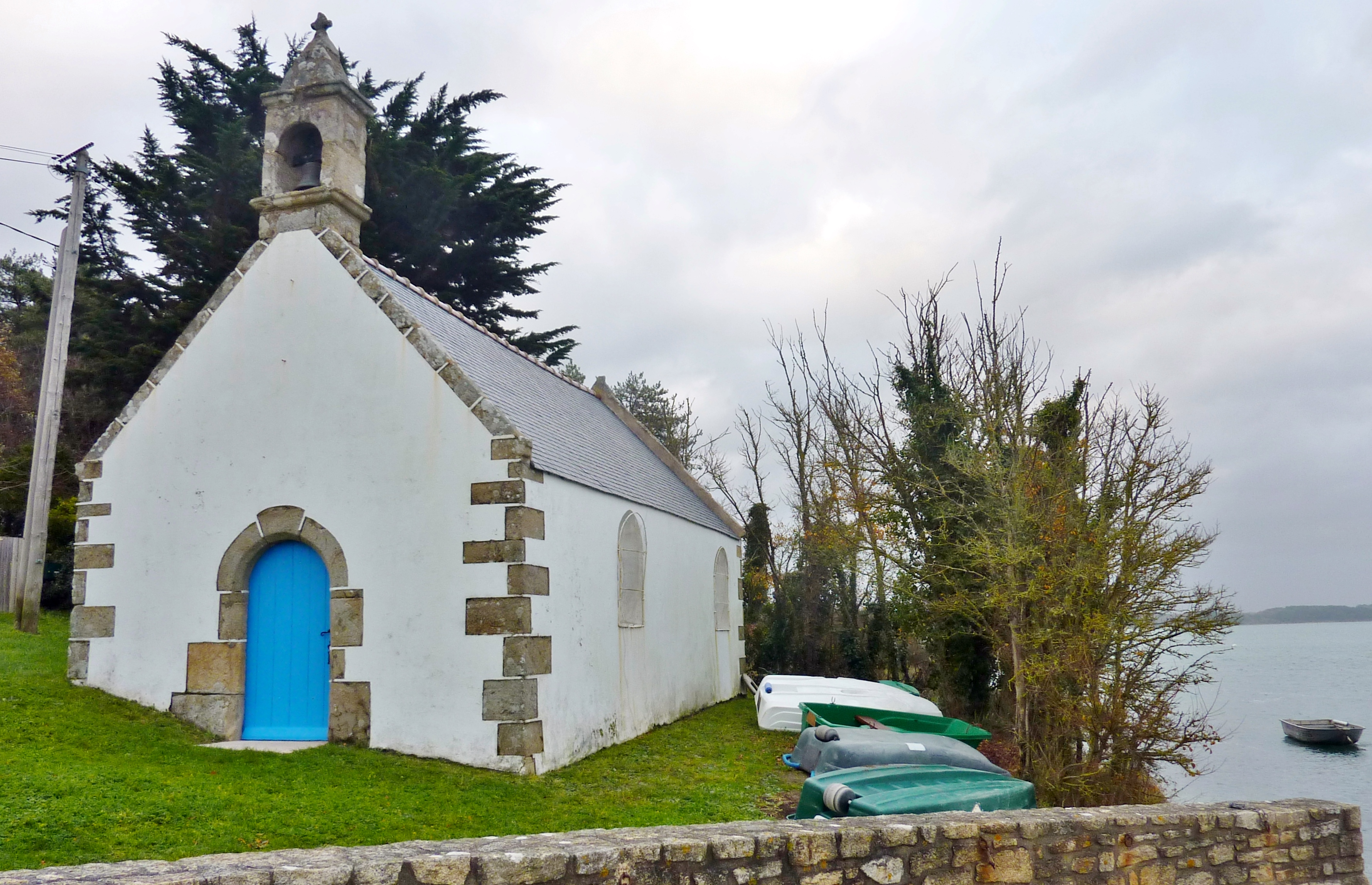
La chapelle Saint-Guillaume (rive droite de la Rivière d'Étel, en amont du Pont Lorois).

- La chapelle Saint-Guillaume dans le village de Nestadio : dans un site magnifique en bordure de la ria d'Étel, face à Saint-Cado, la chapelle Saint-Guillaume a tout juste les dimensions d’un oratoire (7,50 m sur 3,70 m). Sous la voûte lambrissée, l’autel s’adosse au mur de chevet, table de granit sur un massif de maçonnerie rectangulaire[67].
- La chapelle Notre-Dame-de-Pitié à Kervarlay : située au cœur du village de Kervarlay, non loin du Vieux Passage, elle se présente avec un bel appareil de granit. On lui a conservé sa porte gothique aux lignes très pures. La chapelle de Kervarlay était très fréquentée par les marins de la ria. Elle possède un patrimoine religieux maritime bien développé. Il contient une statue et un vitrail tous deux dédiés à Notre-Dame de Pitié. Ils représentent la sainte avec une ancre de marine. Un autre tableau représente un chalutier étellois, le « Père Faro » qui a navigué de 1947 à 1963 à Étel. Un premier « Père Faro » avait été réquisitionné par les Allemands en 1942 et avait disparu. Une aquarelle peignant un autre navire de pêche, « l’Etendard du Christ ». Ce navire est un dundee motorisé mis en service en 1930. Le pardon a lieu le 21 septembre. Cette chapelle contient deux ex-voto :
  - Le premier est une frégate de guerre armé de deux batteries de douze canons de sabord. Ce trois-mâts est doté d’une propulsion mécanique. Aucun nom n’est annoncé.
  - Le second est un dundee-thonier d’Étel nommé le « Fauche le vent »[68].
- La chapelle de Kervéner dédiée à saint Fiacre : cette construction rectangulaire très simple peut se prévaloir d’une longère méridionale en bel appareil de granit. Il avait la réputation de guérir des maladies de peau. À l’occasion du pardon, la procession se rend à travers champs jusqu'à la fontaine[69]. Une fontaine de dévotion se trouve à proximité[70].
- La chapelle Saint-Cornély est comme un équivalent de Carnac. Non seulement la chapelle honore le même saint, mais elle se trouve dans une région où se voyait autrefois d’imposants alignements mégalithiques. Cette chapelle, rebâtie en 1768, se situe dans le village de Kerprat, entre les plages du Magouëro et l'entrée ouest de la ria d'Étel. L'édifice rectangulaire, avec un clocheton sur la façade, a un portail en arc surbaissé et un petit porche couvert latéral au sud. Cette chapelle est dédiée à saint Cornély (nom breton de saint Corneille), protecteur des bêtes à cornes. La commune de Plouhinec a donc une vocation maraîchère mais aussi maritime. Des tableaux à l'intérieur de la chapelle le rappellent. La tradition comportait un pardon des bêtes et ces animaux étaient bénis au pied de la croix. En 1893, un obus fait quelques dégâts dans la chapelle, aujourd'hui restaurée. Un ex-voto présent à l’intérieur de la chapelle porte à la poupe l'inscription « Saint-Corneli-Plouhinec ». La maquette, sculptée dans une pièce de bois, est une réplique de navire trois-mâts barque. Sa proue est ornée d'un buste d'homme. Elle est portée en procession lors du pardon annuel qui a lieu courant septembre (historiquement le 14, aujourd’hui le 2e dimanche de septembre)[71]. Une fontaine de dévotion se trouve à proximité[72].

### Les croix

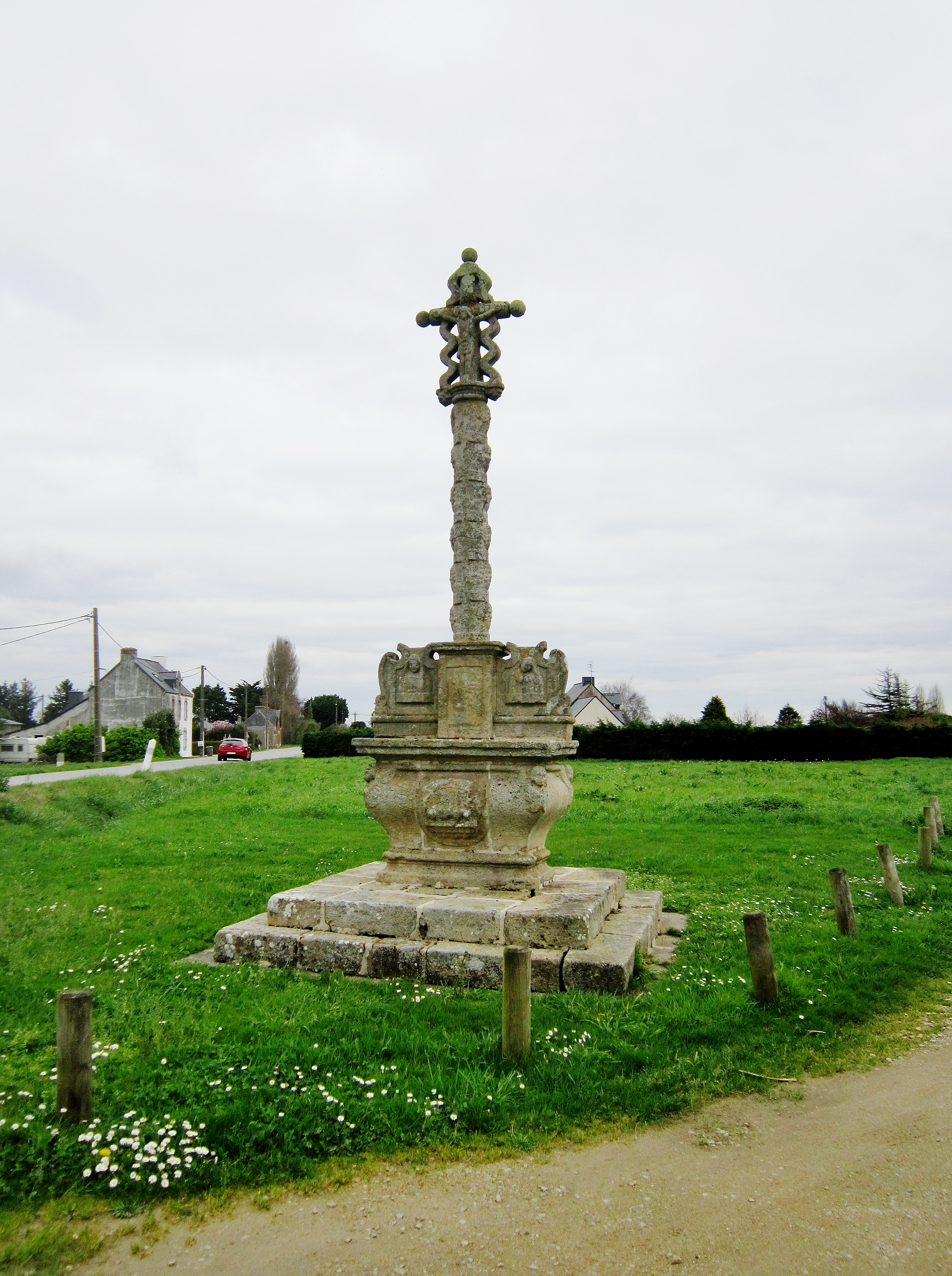
La Croix des Apôtres (1842).

Plusieurs croix et calvaires sont dressés sur la commune.
- La Croix des Apôtres se dresse à l'intersection des routes de Linès et de Kervran. C'est un calvaire autel érigé en 1842 par la population pour remplacer la vieille Croix romaine « croix Audran » qui se trouvait à cet endroit.
- La Croix Audran : située actuellement en face de la Croix des Apôtres, cette croix, grossièrement taillée est très ancienne. Enfouie aux trois quarts, elle fut remise sur son socle en 1964. Autrefois, ce coin de route était un grand trou d'eau où pataugeaient les chevaux dont on avait attaché la bride à ce bout de croix.
- Kroez vihan er mezay bras : à 200 mètres du bourg sur la route de Gâvres, on rencontre cette vieille croix romaine, accompagnée d'une pierre creuse posée debout. On prétend qu'en plaçant l'oreille dans la cavité on entend parfaitement la mer. Cette croix provient du quartier « La Madeleine » et la pierre creuse est un bénitier qui provient de l'ancienne chapelle des lépreux.
- La Croix du Pont Guen : sur la route du Magouëro, cette croix est formée d'un seul bloc de granit grossièrement taillé et mesurant environ un mètre qui porte sur ses faces une croix latine sculptée en creux. Partiellement enterrée dans un talus, elle a été dégagée en août 1965.

### Le Pont-Lorois

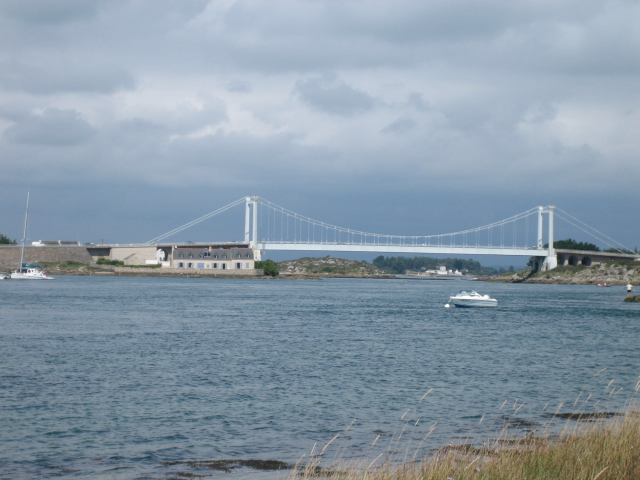
Le Pont-Lorois.

Le Pont-Lorois enjambe la Ria d'Étel entre Belz et Plouhinec et relie ainsi le Pays d'Auray au Pays de Lorient. Il est l'unique passage entre les deux rives. Ce pont, du nom du préfet de l'époque, Édouard Lorois, a une riche histoire. En 1836, ce préfet décide de construire un pont à péage. Le chantier de construction démarre en 1841 et le pont est inauguré en 1844. Il s’appelait, à sa construction, le « Pont-Neuf ». Le 12 novembre 1894 il est fortement endommagé par un ouragan. Il est alors modifié et béni le 15 décembre 1895. La population le nomma « Pont du Bon Dieu » pour conjurer le sort. Puis en 1944, le pont est détruit par les bombardements alliés destinés à isoler la poche de Lorient. Comme l'indique une plaque commémorative fixée sur l'un des portiques du pont, les travaux de reconstruction sont menés de 1954 à 1956. L’inauguration s’est tenue le 13 septembre 1956. À la fin des années 1990, l'ouvrage a été restauré. Entre 1944 et 1956, le passeur avait repris du service pour relier les deux rives.

## Patrimoine naturel
- Le grand site dunaire de Quiberon-Gâvres, allant du fort de Penthièvre à la petite mer de Gâvres, est le plus long massif dunaire de Bretagne, coupé seulement par la ria d'Étel. Ce massif dunaire se serait formé il y a 2 500 ans environ et plus de 800 espèces végétales y sont inventoriées ; il comprend des zones humides d'origine naturelle comme l'étang du Cosquer à Erdeven ou Le Bego en Plouharnel, Gléric, Len Vraz, et d'autres d'origine anthropique comme les anciennes carrières de sable de Kerminihy et de Kervegant. Cet espace naturel est menacé par la surfréquentation touristique, l'existence de décharges sauvages et la prolifération d'espèces invasive, mais d'importantes mesures de protection ont été prises (création de cheminements piétonniers et cyclables, pose de ganivelles, etc..)[73].
  - Les dunes. Ce site, un des derniers « grands espaces sauvages » de Bretagne, est d’importance nationale et s’intègre à celui de Gâvres-Quiberon. On trouve une quantité d'espèces animales et végétales adaptées à ces milieux naturels si particuliers. De nombreuses espèces d'oiseaux viennent hiverner et nidifier dans les dunes et la petite mer de Gâvres. On peut également voir un nombre important de plantes protégées au niveau national ou européen car en voie de disparition (orchidée, santoline maritime, chardon bleu, raisin de mer...). Les dunes font l'objet d'une intense fréquentation touristique mais aussi d'une mise en valeur et protection au travers de l'Opération Grand Site Gâvres-Quiberon.

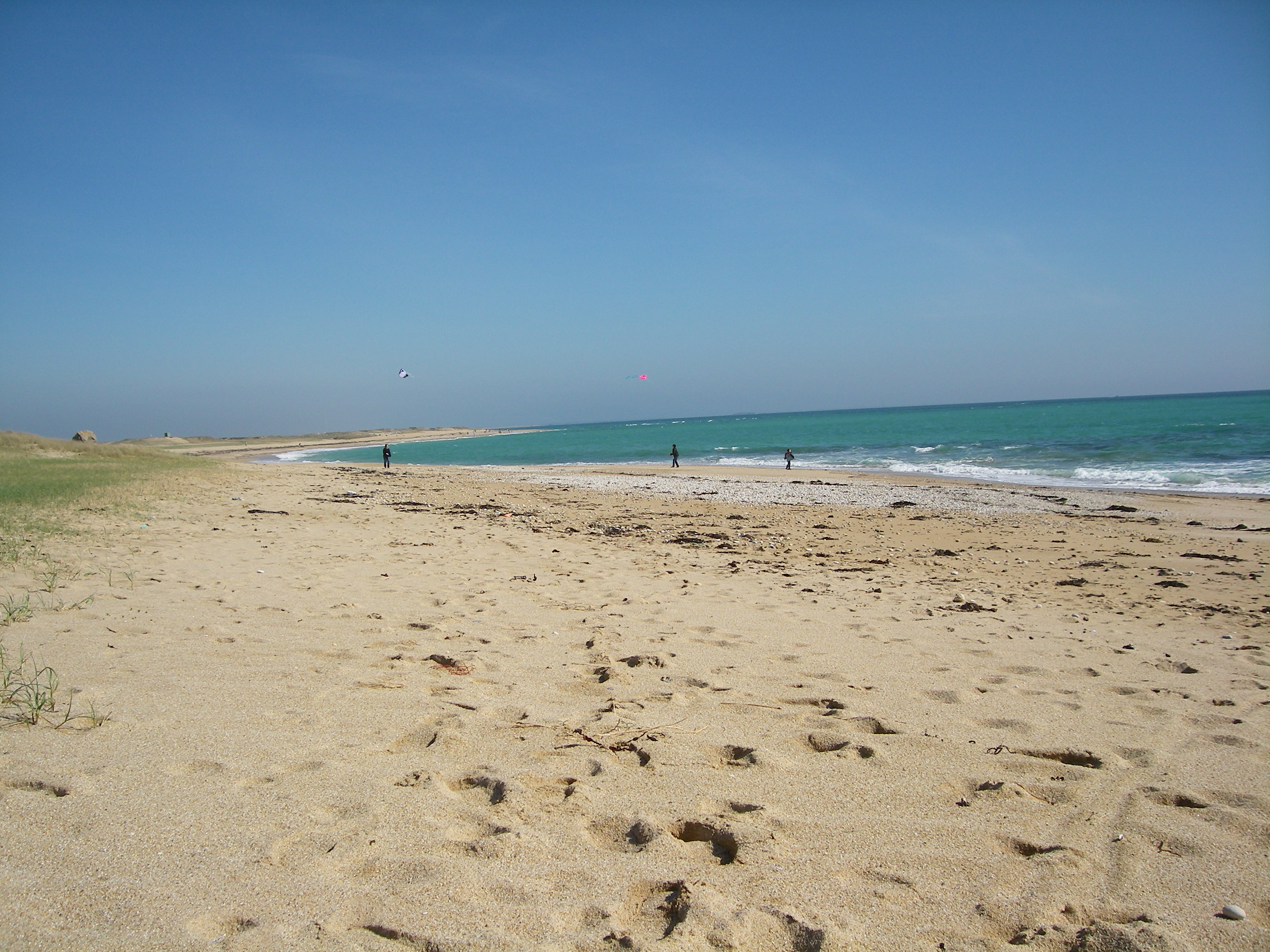
La plage de Linès.

- - La plage de Linès est une des plages de Plouhinec, elle fait partie du grand site dunaire qui va de Gâvres à Quiberon.
  - La plage de Kervégant et celle du Magouëro sont labellisées chaque année Pavillon Bleu d'Europe depuis 2009[74].
- La ria d'Étel est un bras de mer, une ria, qui s'avance profondément dans les terres entre les communes d'Étel et de Plouhinec. Elle offre une côte découpée. C'est une ria aux multiples détours, criques et petites plages, enserrant de nombreuses îles sauvages, protégeant de petits ports. On peut y observer de nombreux oiseaux dont des hérons, aigrettes, sternes, cormorans huppés. De nombreux parcs à huîtres sont dispersés sur cette ria. Les débuts de l'ostréiculture remontent à 1890. La commune possède 17 km sur cette ria. Ce site est protégé et pour partie géré par Bretagne vivante.
  - Le moulin à marée de Berringue est alimenté en eau par l'étang de Berringue[75]. Une passerelle mise en place au niveau de la digue du moulin de Berringue en 2014 permet désormais de relier les sentiers côtiers de Plouhinec et de Sainte-Hélène[76].
  - L'anse de Pont er Hah et l'îlot d'Er Vugale.
  - L'île de Fandouillec : cette île de 2,5 hectares environ, longue de 500 mètres, en partie rocheuse, a une altitude maximale de 9 mètres. Située en zone Natura 2000, l'île est inconstructible et un chantier de construction d'une maison a dû être arrêté en 2020, le propriétaire étant condamné à une remise en état des lieux[77] par le tribunal de Lorient[78].
  - Le Chenal du Bisconte (y compris l'îlot de Logodenec) et la Vasière de Bisconte

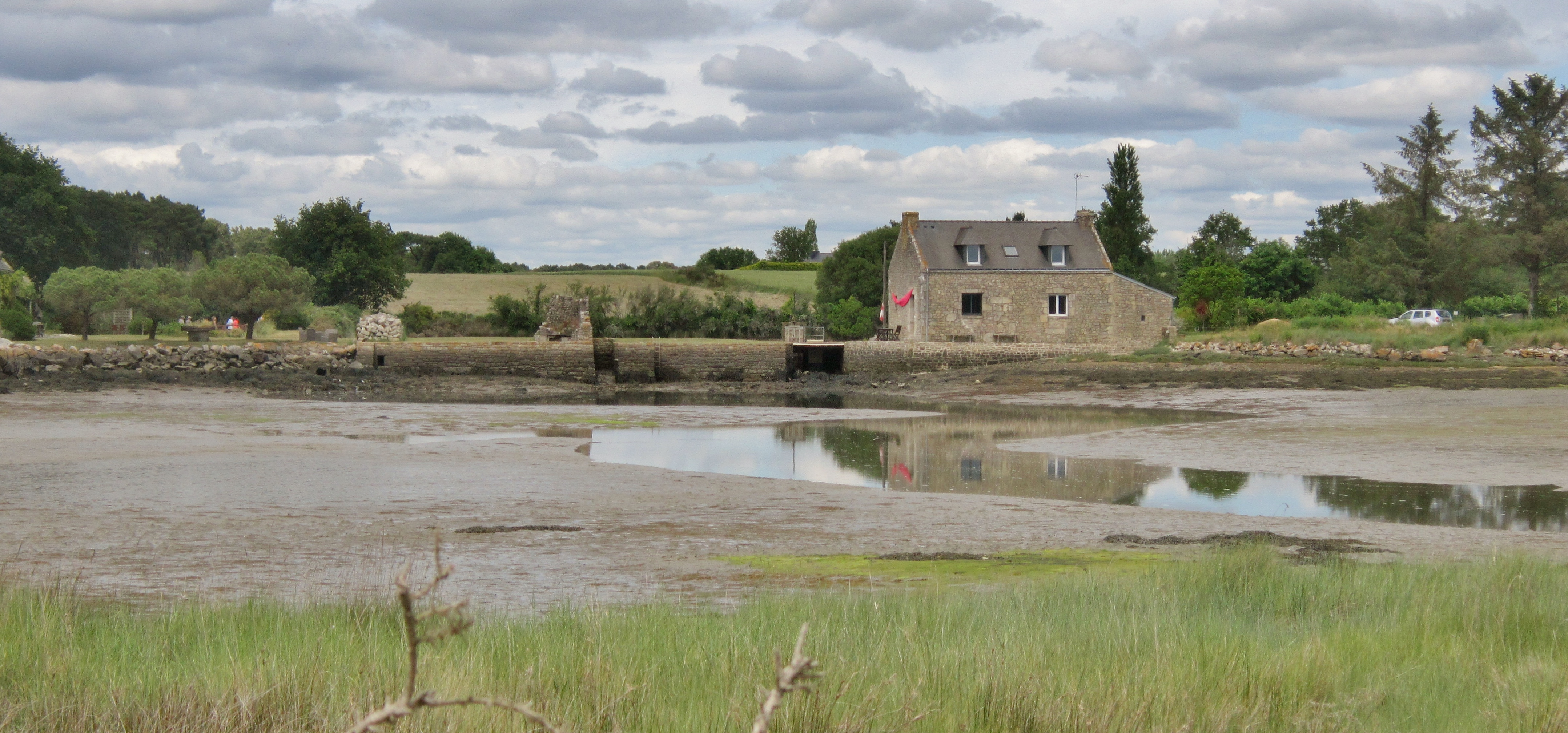
Le moulin de Berringue et sa digue vus depuis le sentier piétonnier longeant le chenal de Berringue à marée basse.
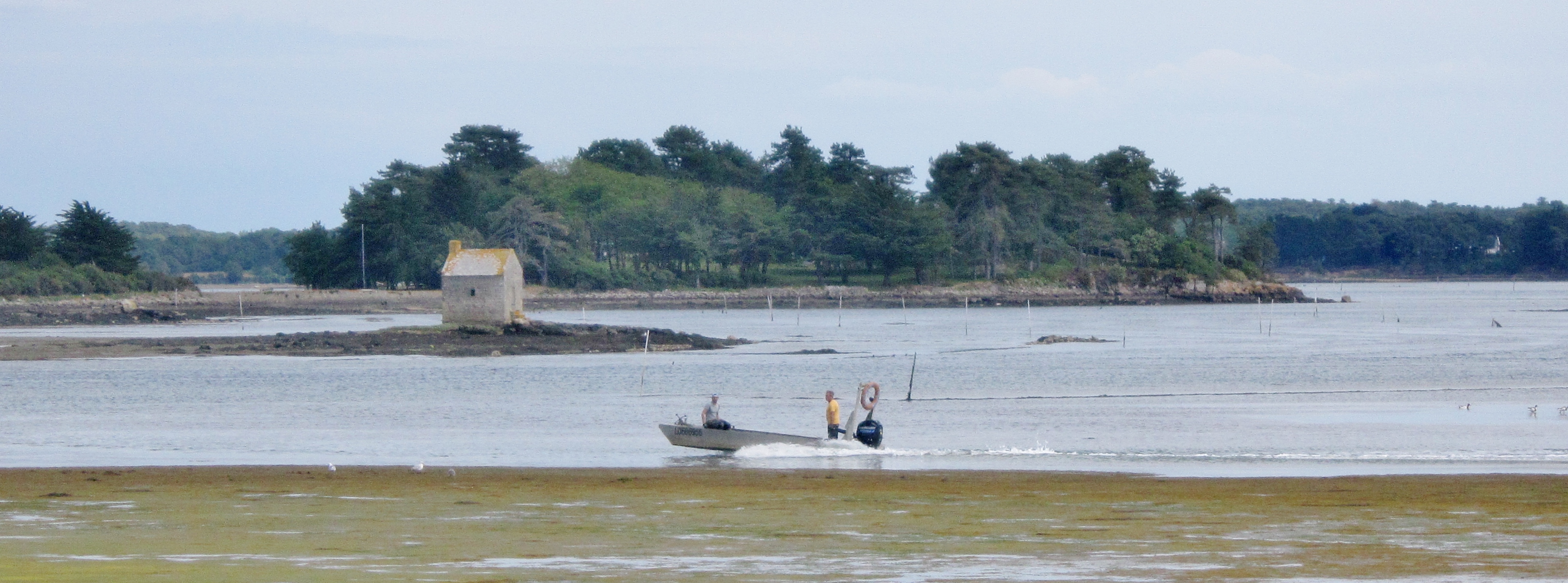
L'îlot d'Er Vugale et, derrière, l'île de Fandouillec (dans la ria d'Étel) vus à marée montante.
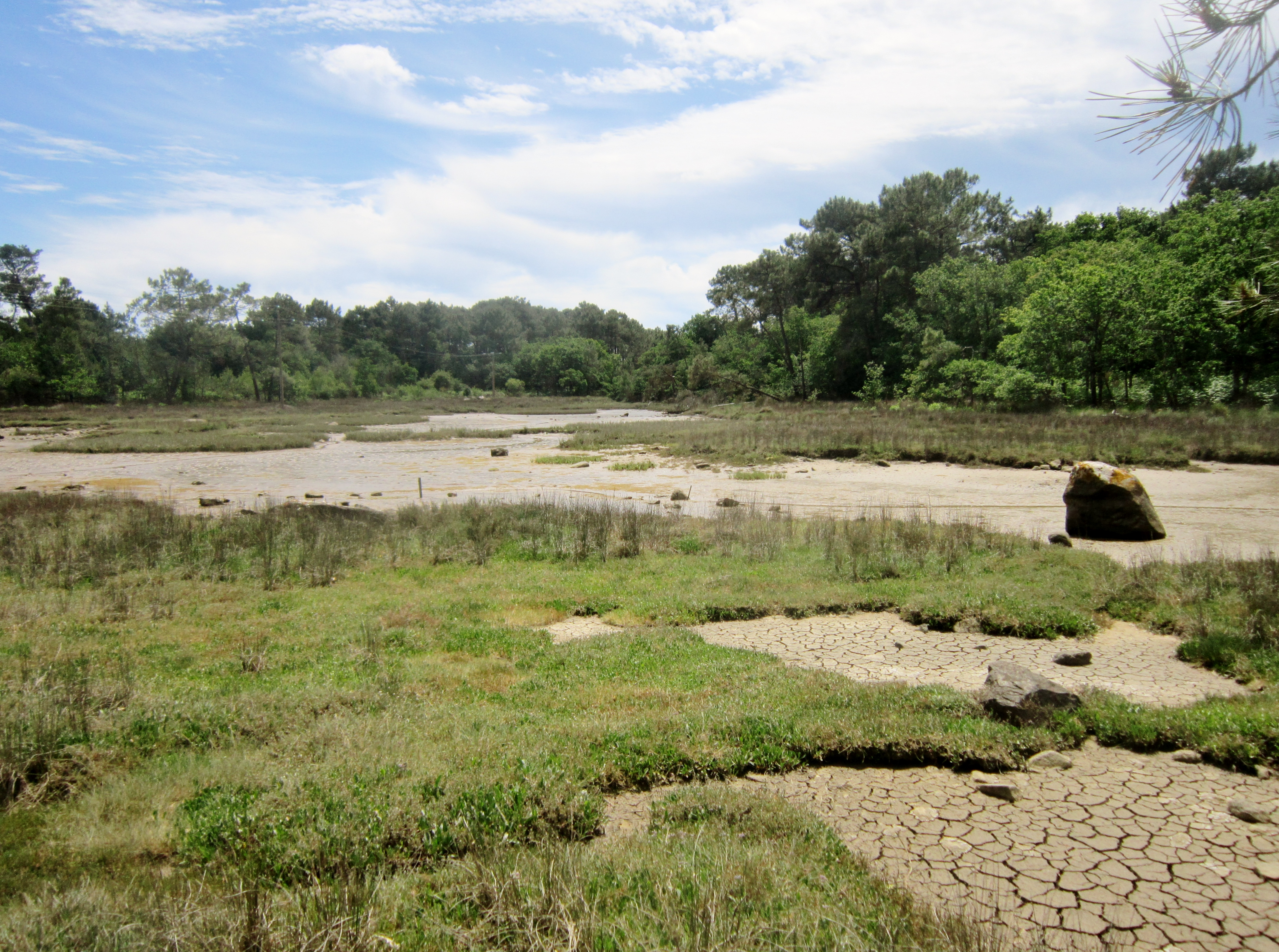
Le fond de l'anse de Pont er Hah à marée basse.
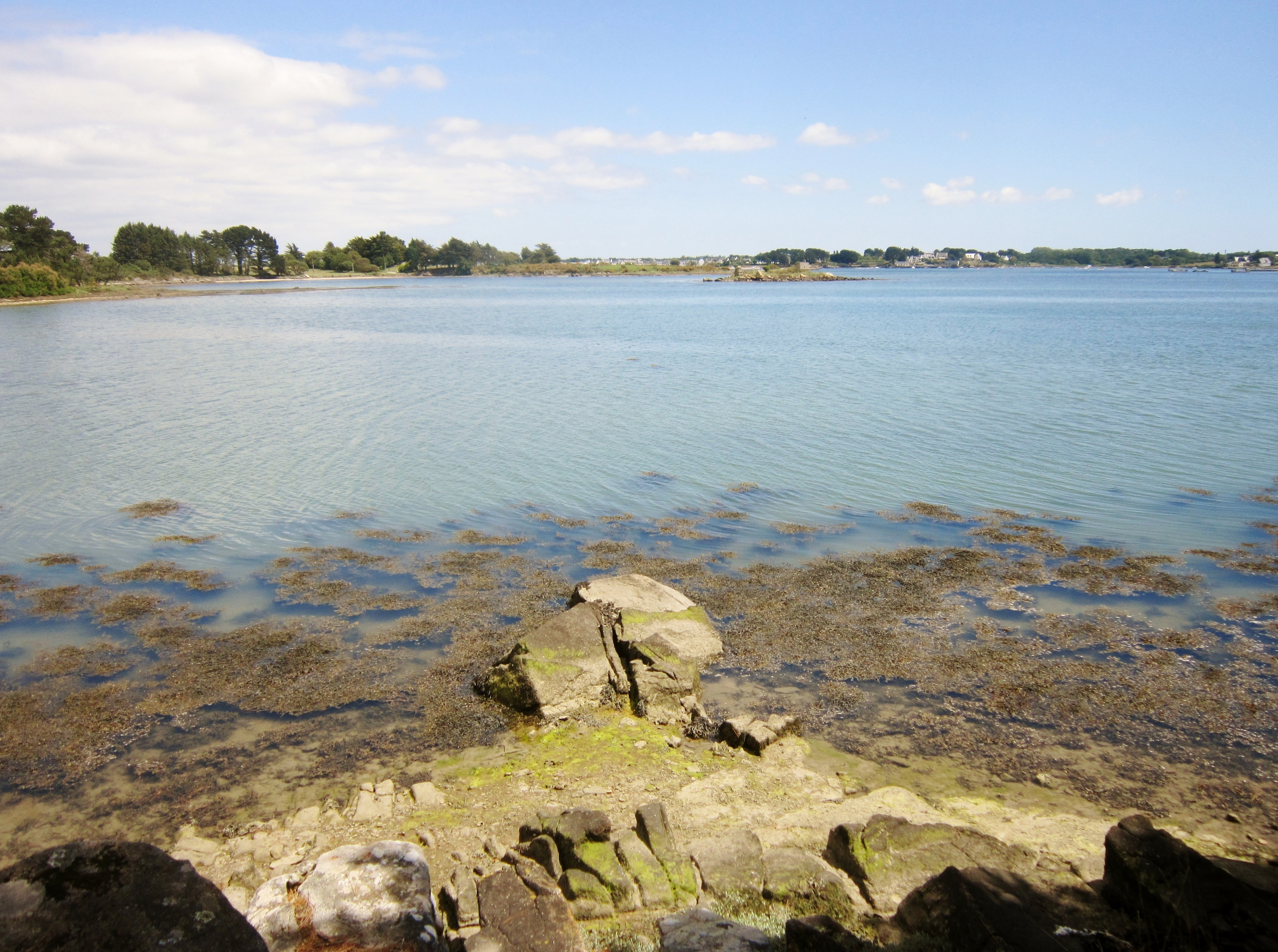
Anse de Nestadio et îlot de Logodonec à marée haute vus depuis la pointe de Boèntèn.
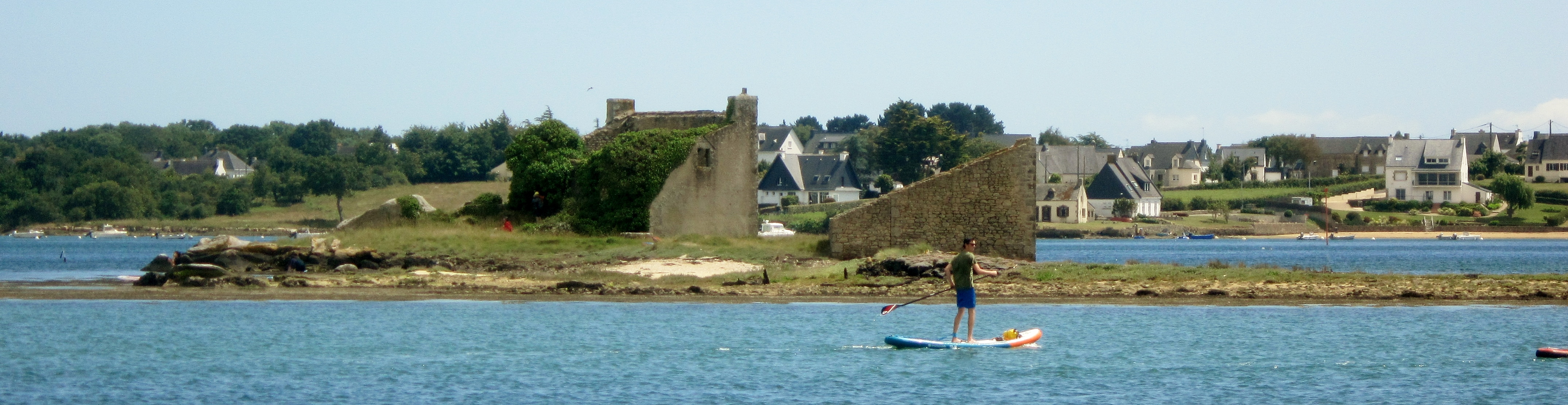
L'îlot de Miniavec vu depuis la pointe de Jéadeù ; à l'arrière-plan Saint-Cado (en Belz).
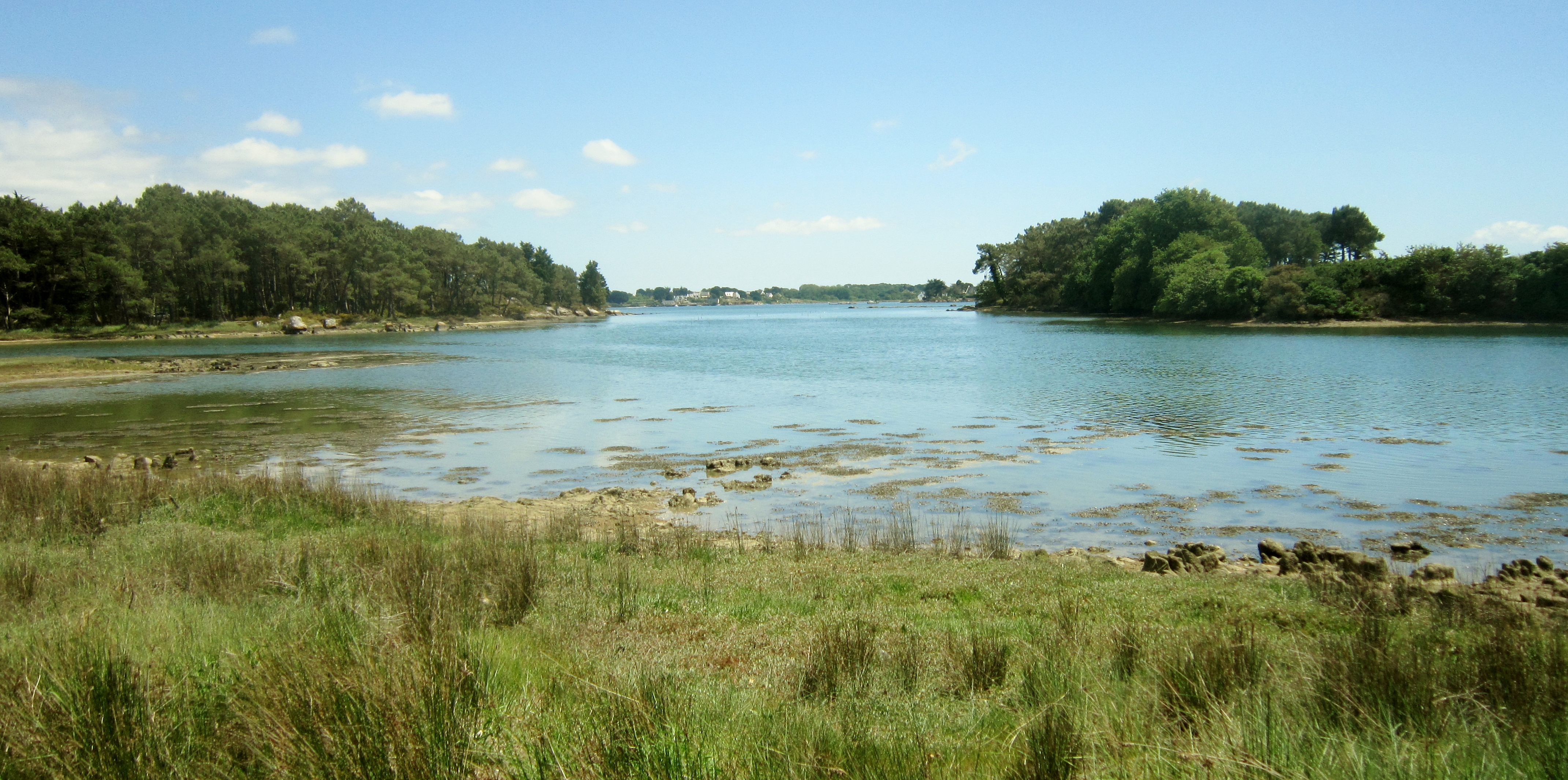
Le chenal du Bisconte à marée haute vu depuis Boènten en direction de la ria d'Étel.
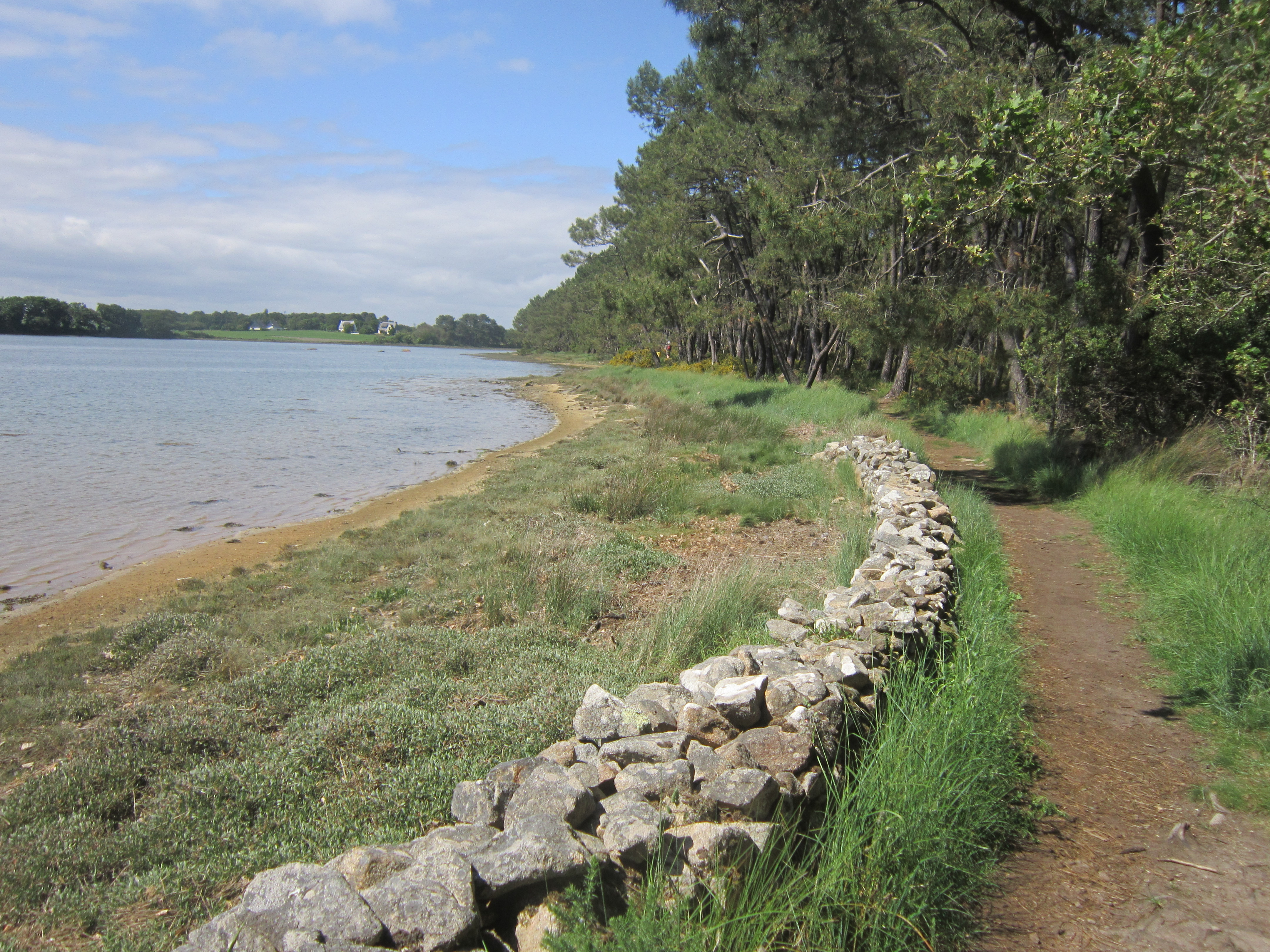
Le sentier littoral de la rive est de la Vasière de Bisconte au sud du pont de Kerrichard à marée haute.

- - Le Vieux Passage est un petit port. Autrefois, en place du petit port actuel, un établissement fortifié vénète existait. Au Moyen Âge, le site servit d'embarcadère pour la traversée du bras de mer : la présence d'un passeur y est attesté par des écrits du XIe siècle.
  - L'Îlot du Nohic et sa "maison du gardien", qui a été restaurée en 2017[79].
  - Le port et le village du Magouêr. Le Magouër est le dernier port de la rivière avant la mer. C'est un abri sûr après le délicat passage de la barre d'Étel.

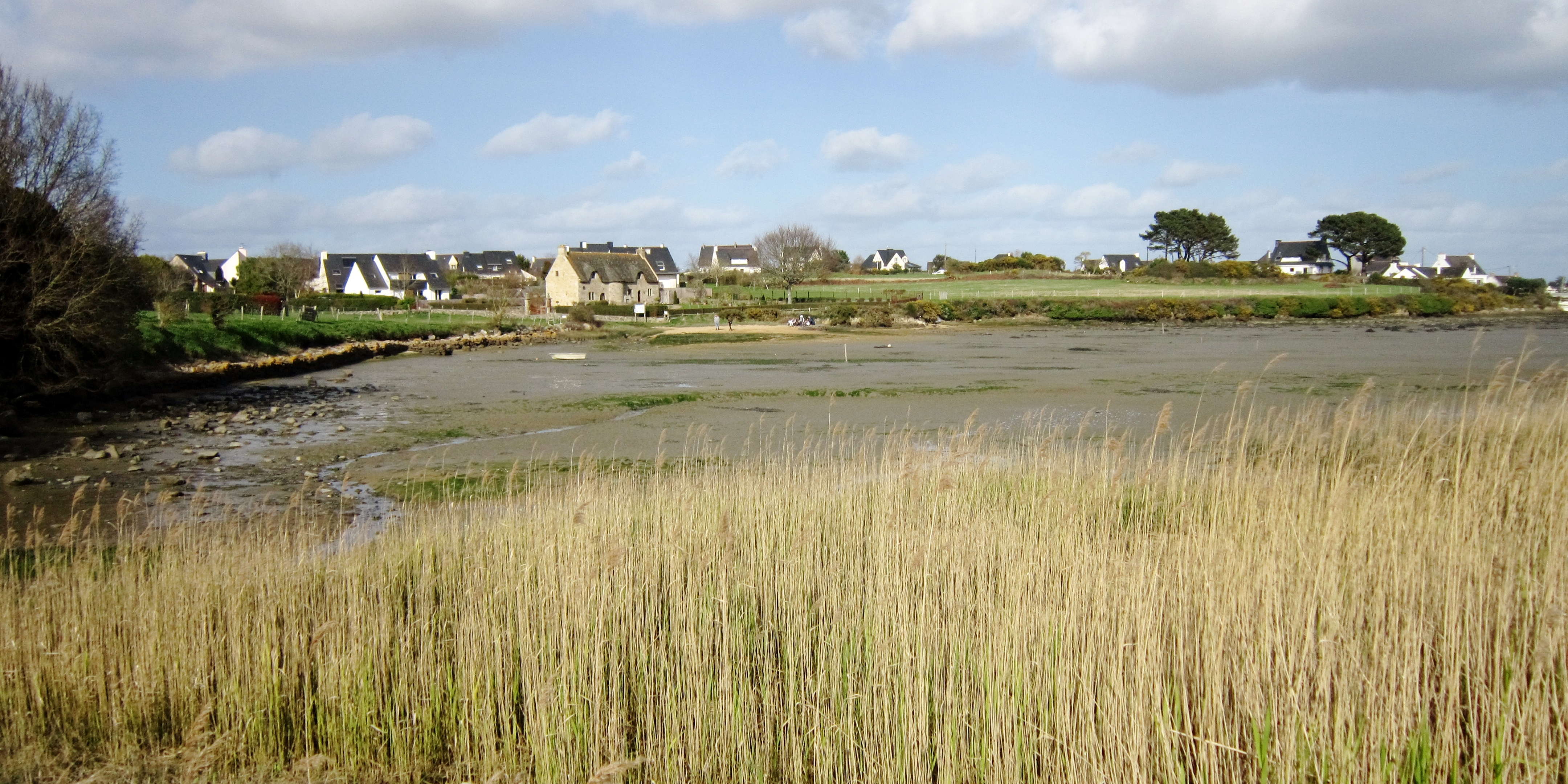
L'Anse de Port Quen à l'ouest-sud-ouest du pont Lorois à marée basse.
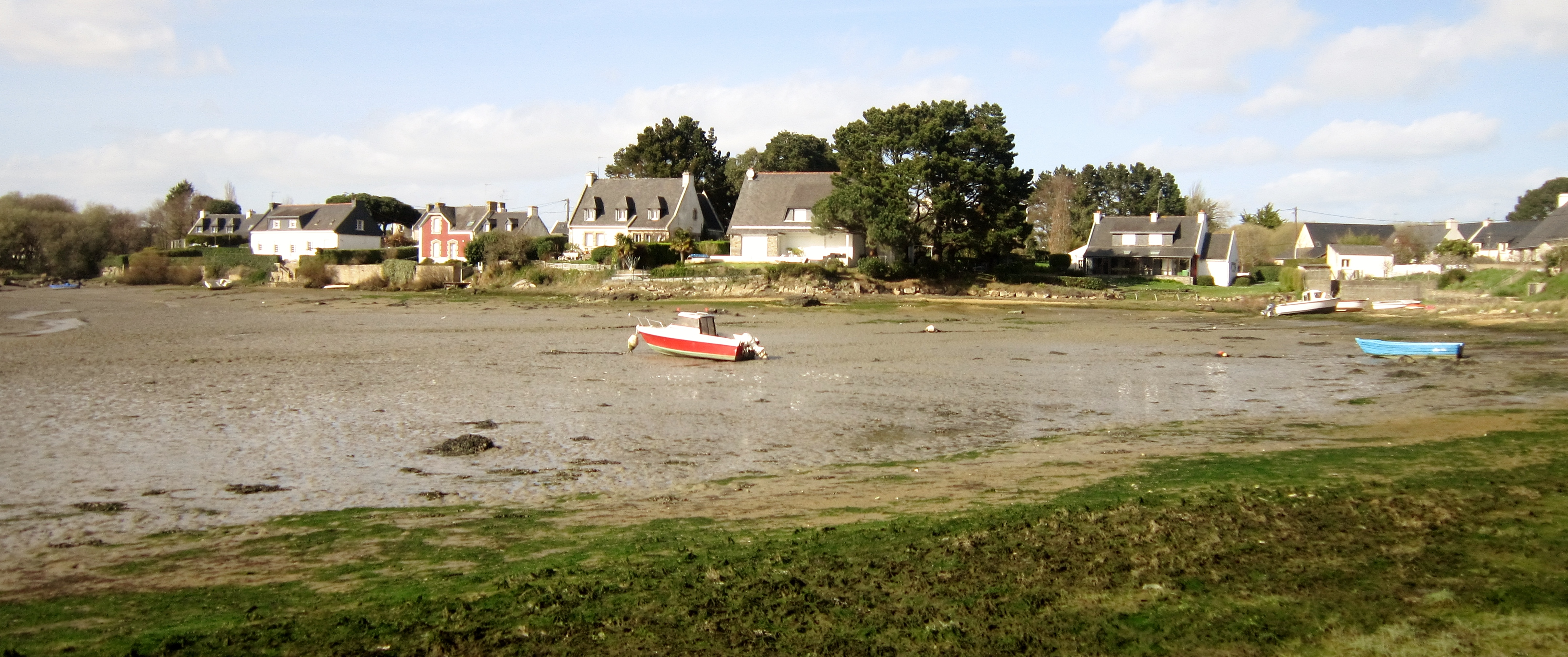
La baie de Mané Jouan à marée basse (rive droite de la ria d'Étel).
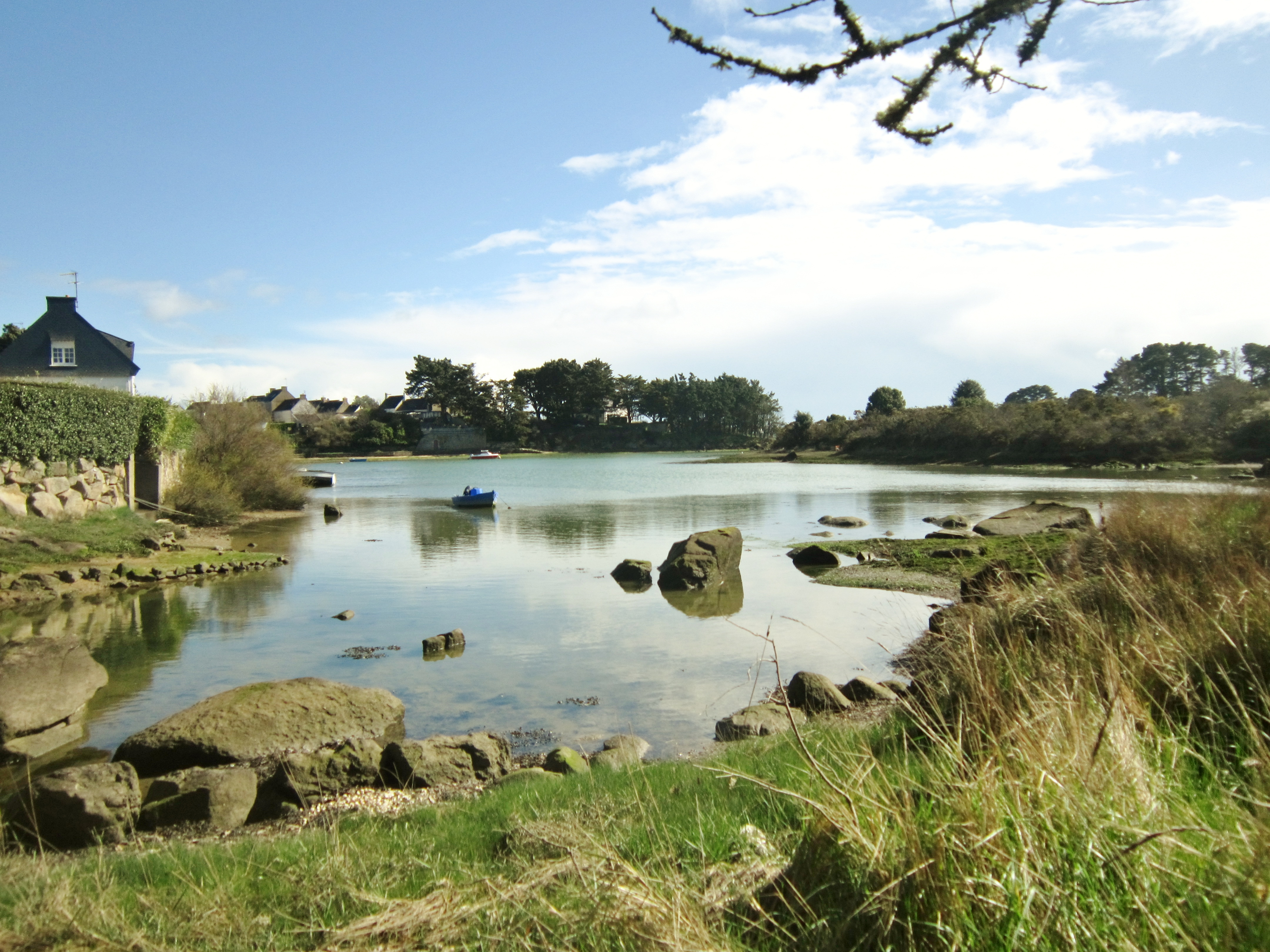
Le fond de la baie de Mané Jouan à marée haute (rive droite de la ria d'Étel).
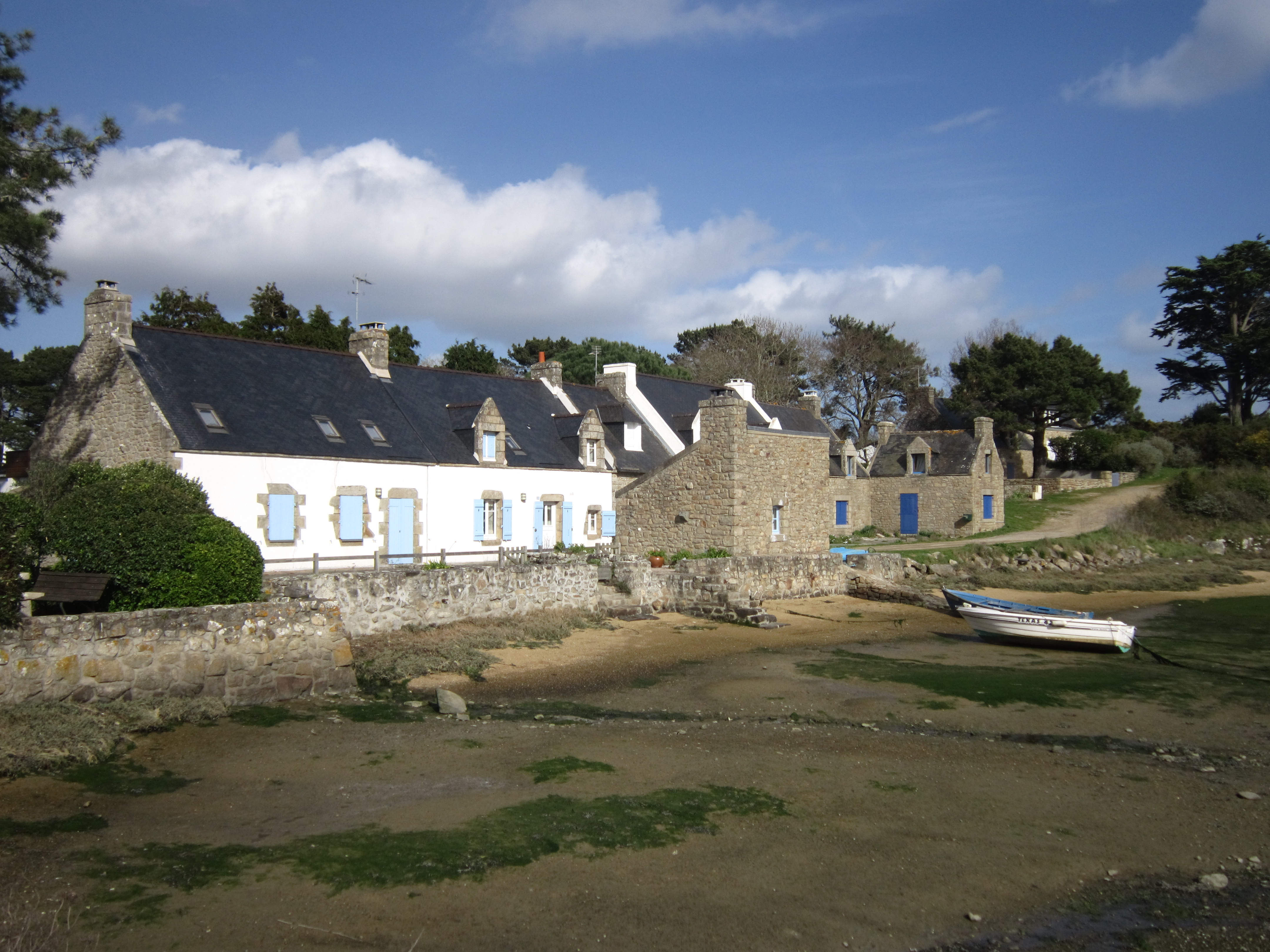
Le Vieux-Passage, maisons en bordure de la ria d'Étel.
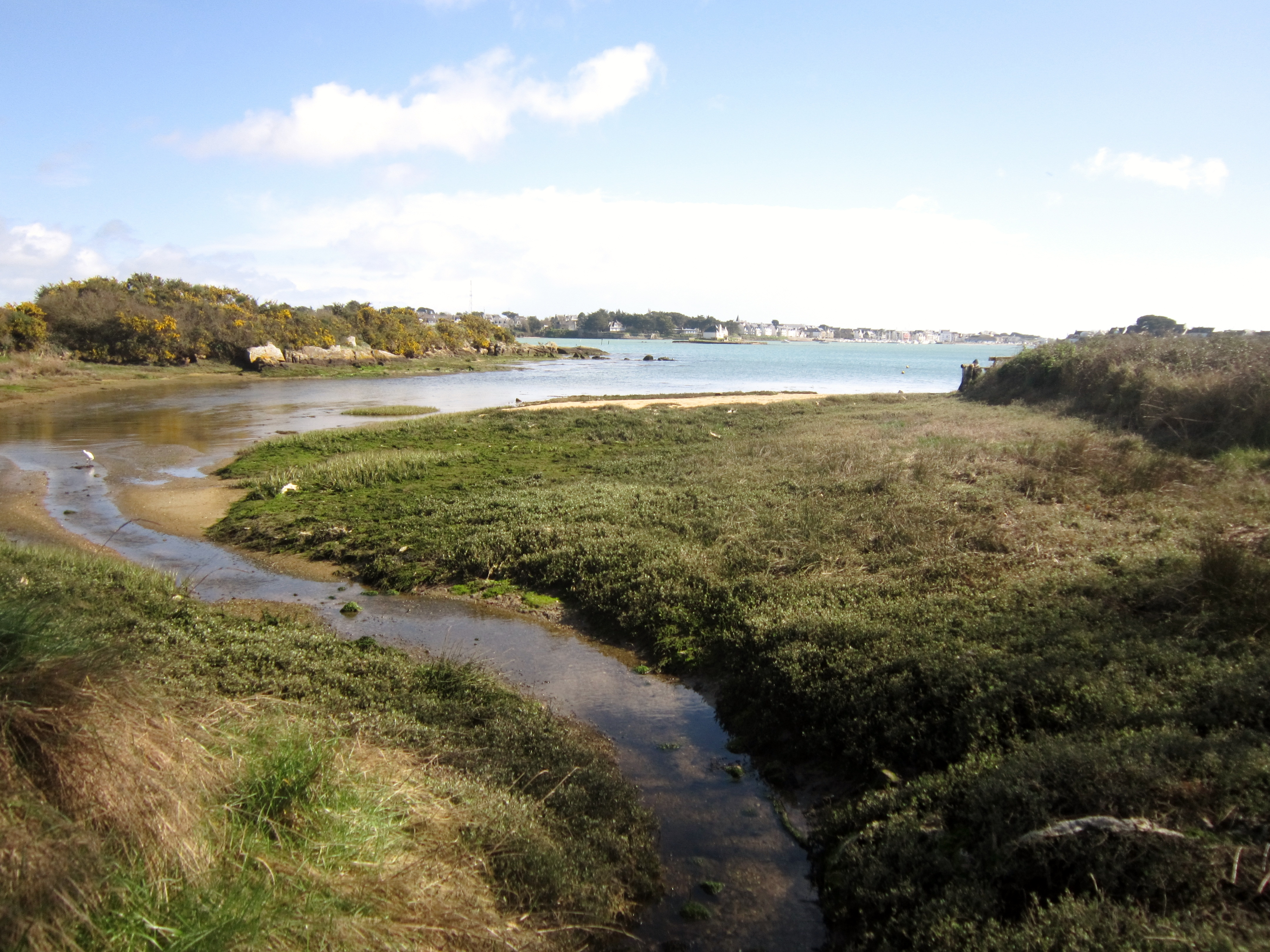
Petite ria annexe de la ria d'Étel située sur sa rive droite juste au sud de Mané-Vechen.
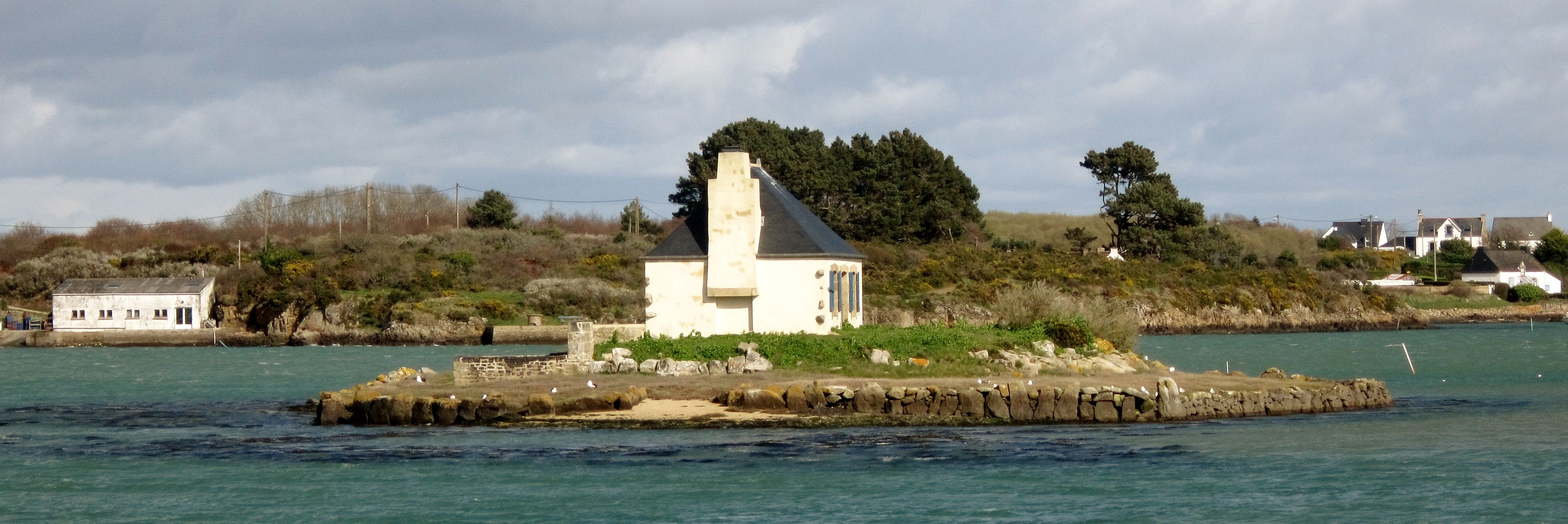
L'Îlot du Nohic.
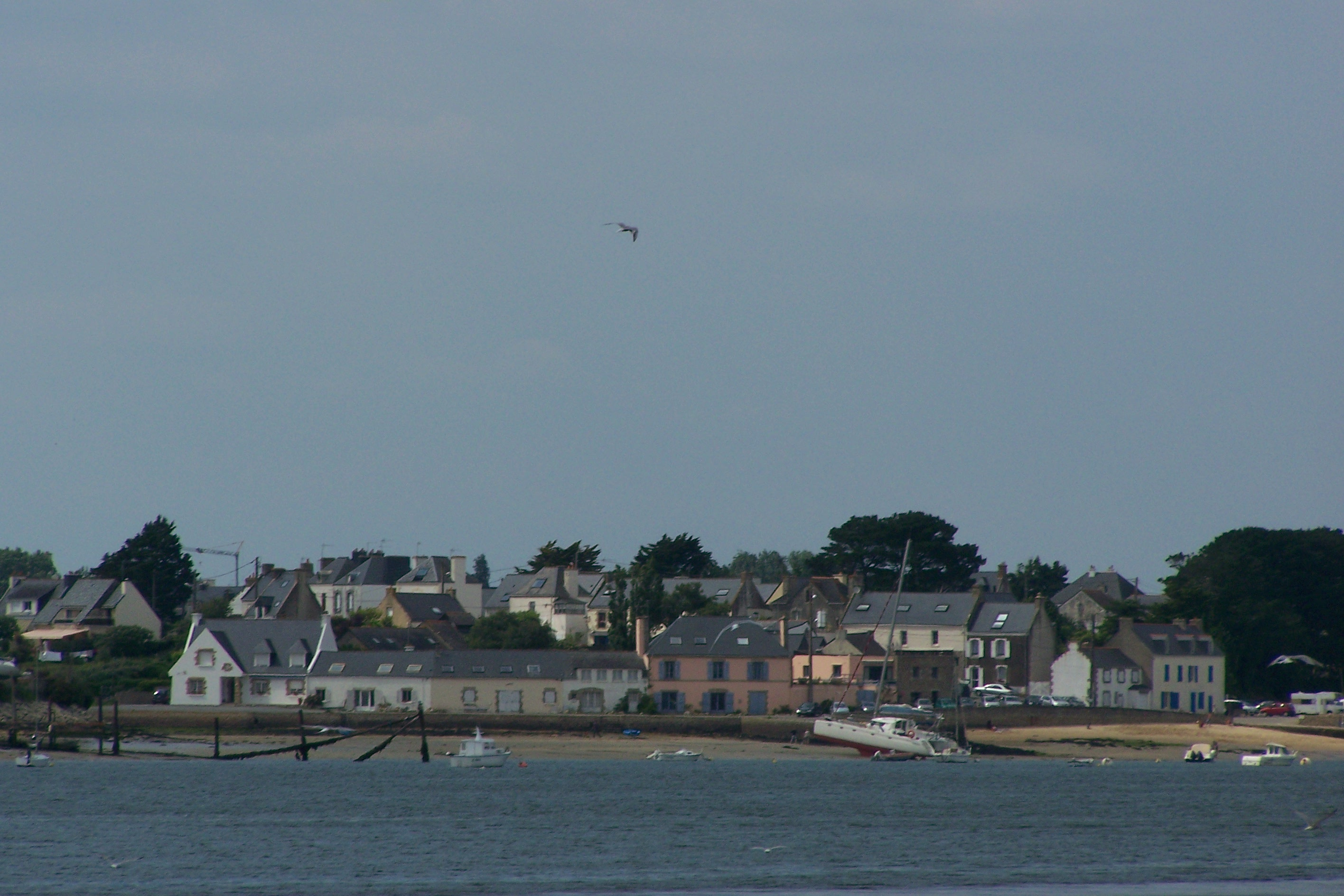
Le village du Magouër en bordure de la Ria d'Étel.
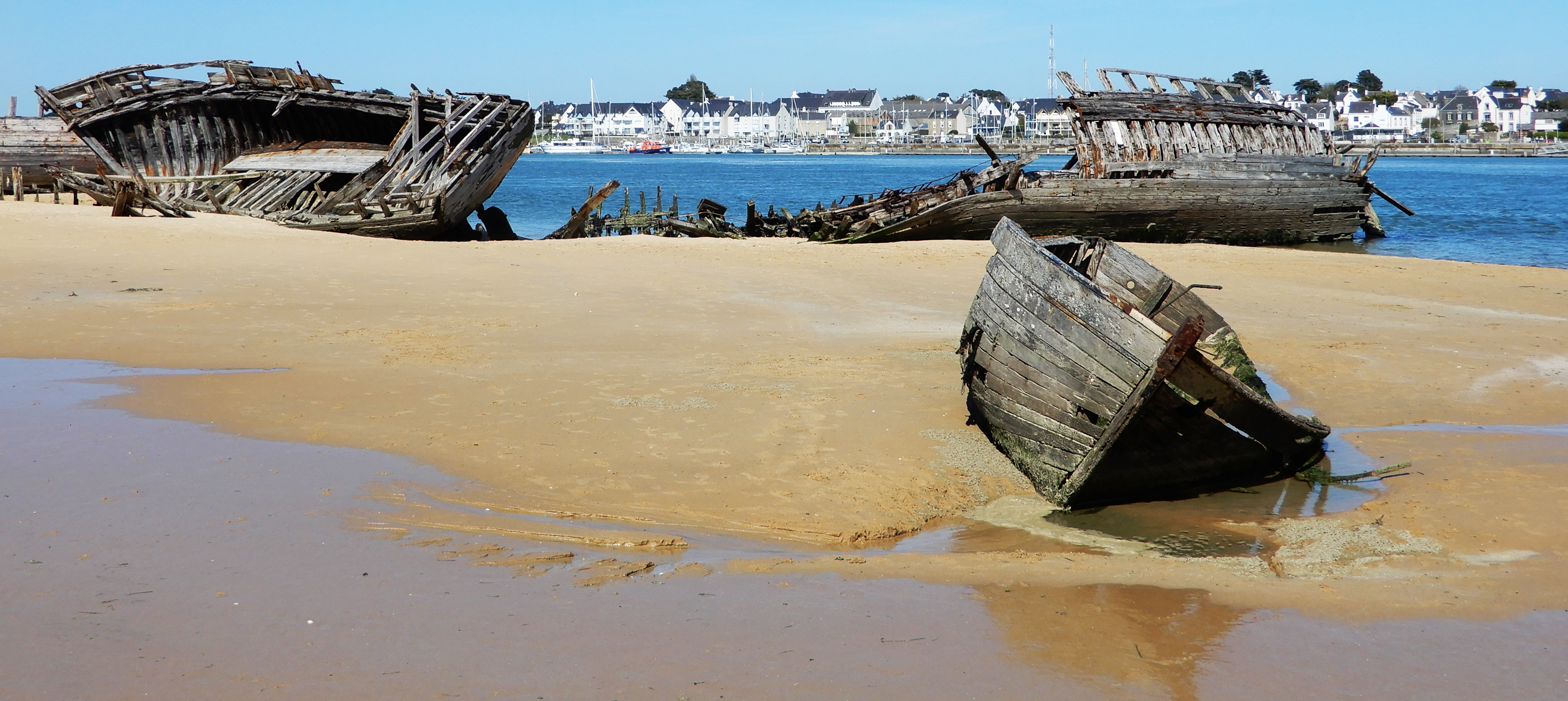
Le Magouër.

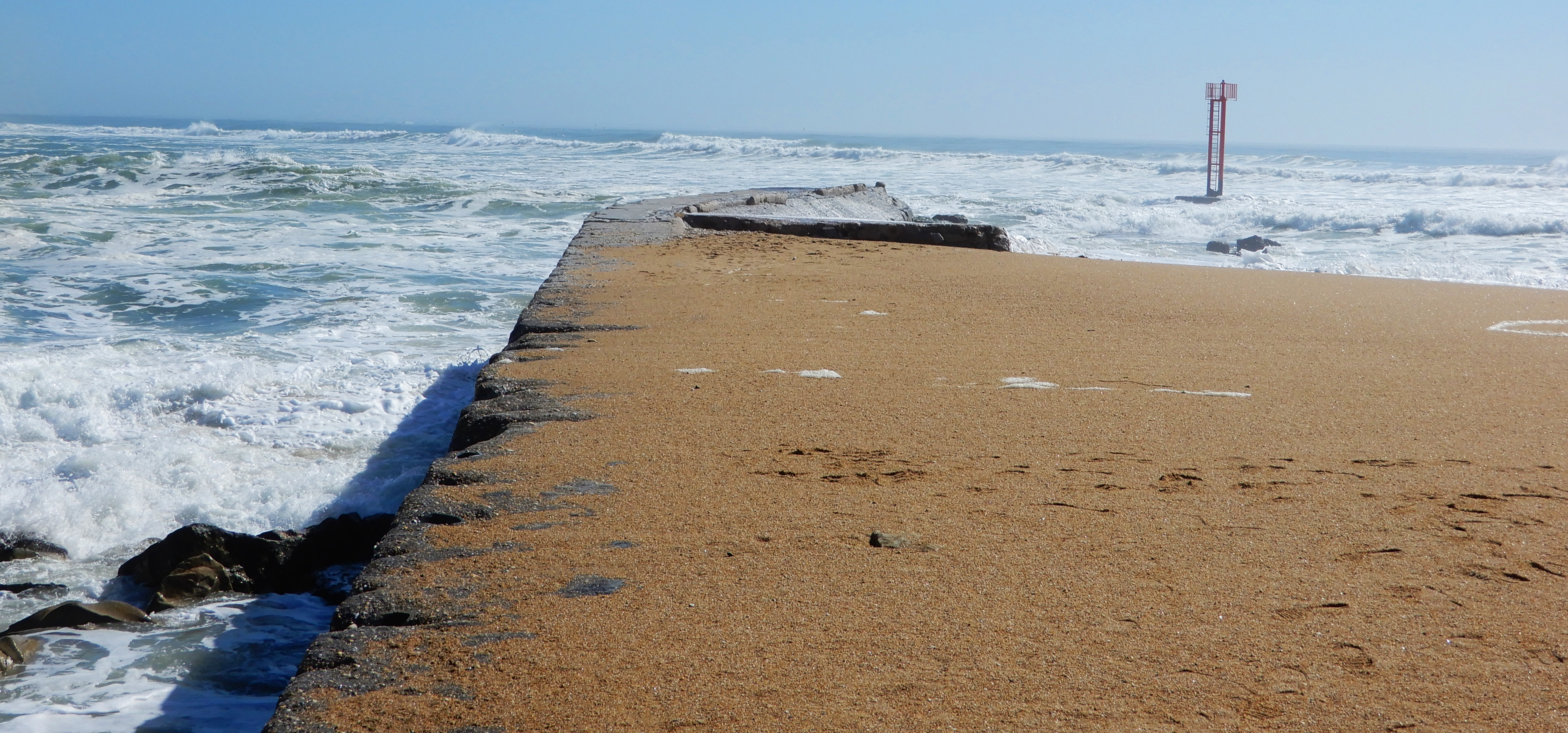
Plouhinec : entrée de la Ria d'Étel

- La Barre d'Étel est un banc de sable sous-marin formé par les courants qui se croisent à l'entrée de la Ria, au point de rencontre de la marée et du cours de la rivière. La banc de sable rend difficile l'entrée de la ria car il se déplace au gré des vents et des courants. Un mât de signaux, dit « mât Fénoux », fournit aux navigateurs les indications pour franchir cette barre. Le sémaphore de Plouhinec possède plusieurs originalités : il s’agit du dernier sémaphore civil de France et il est tenu par une femme, Josiane Péné, qui a reçu deux décorations le 26 février 2010 (les insignes de Chevalière dans l’ordre du Mérite maritime et de Chevalière dans l’ordre national du Mérite).

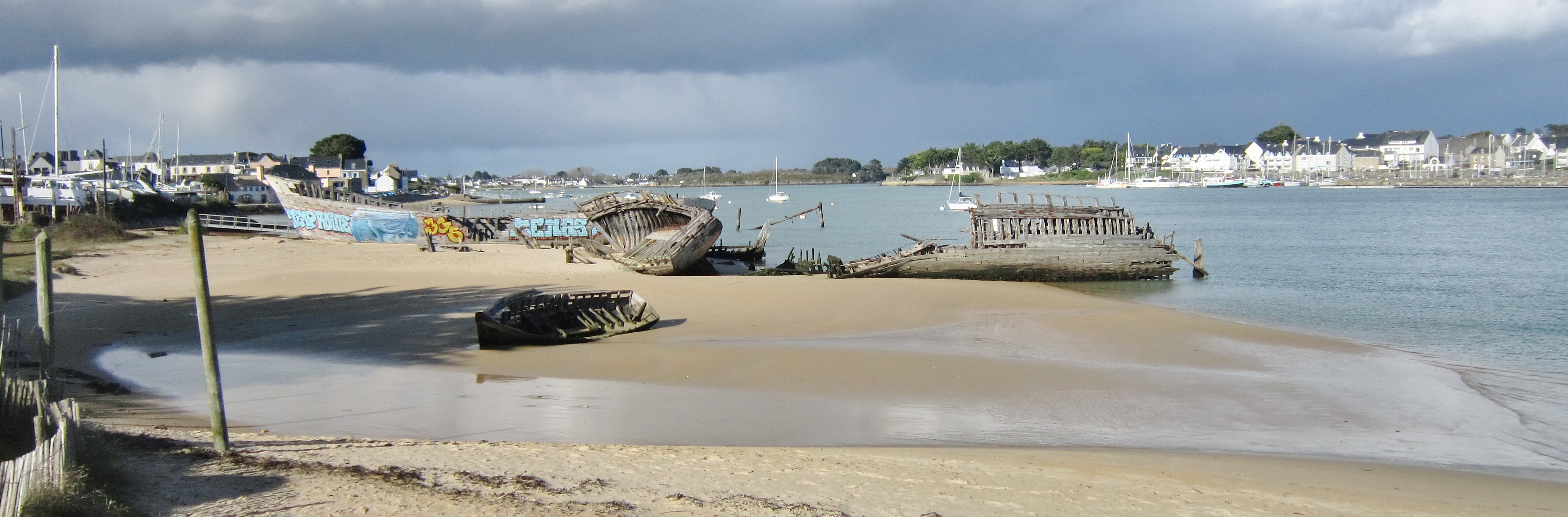
Le cimetière de bateaux au sud du Magouër (rive droite côté Plouhinec) ; à l'arrière-plan à droite de la photographie, la ville d'Étel (rive gauche de la ria).
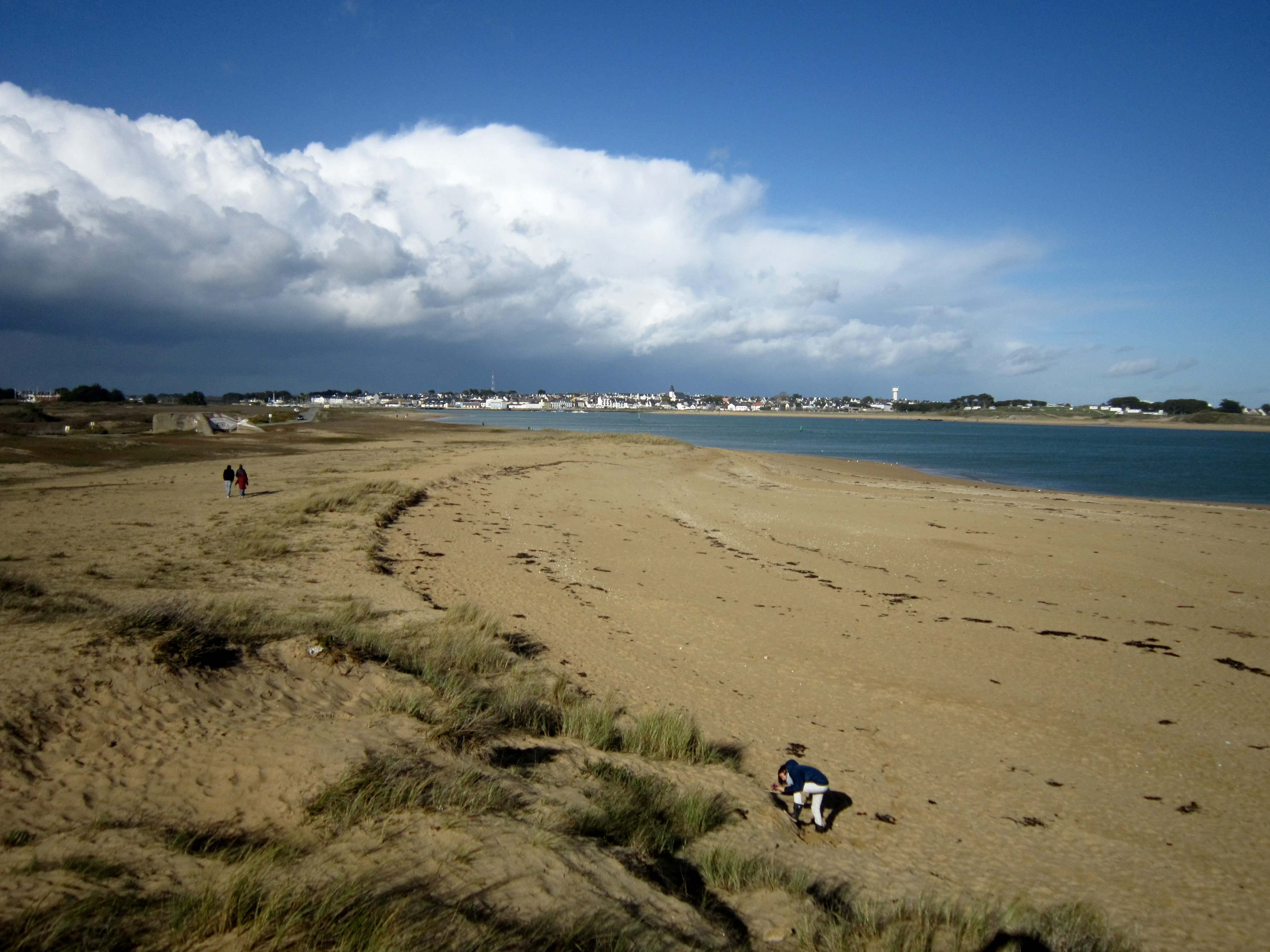
Plage aux environs de Men Du (rive droite, côté Plouhinec) ; à l'arrière-plan, sur la rive gauche, Étel.
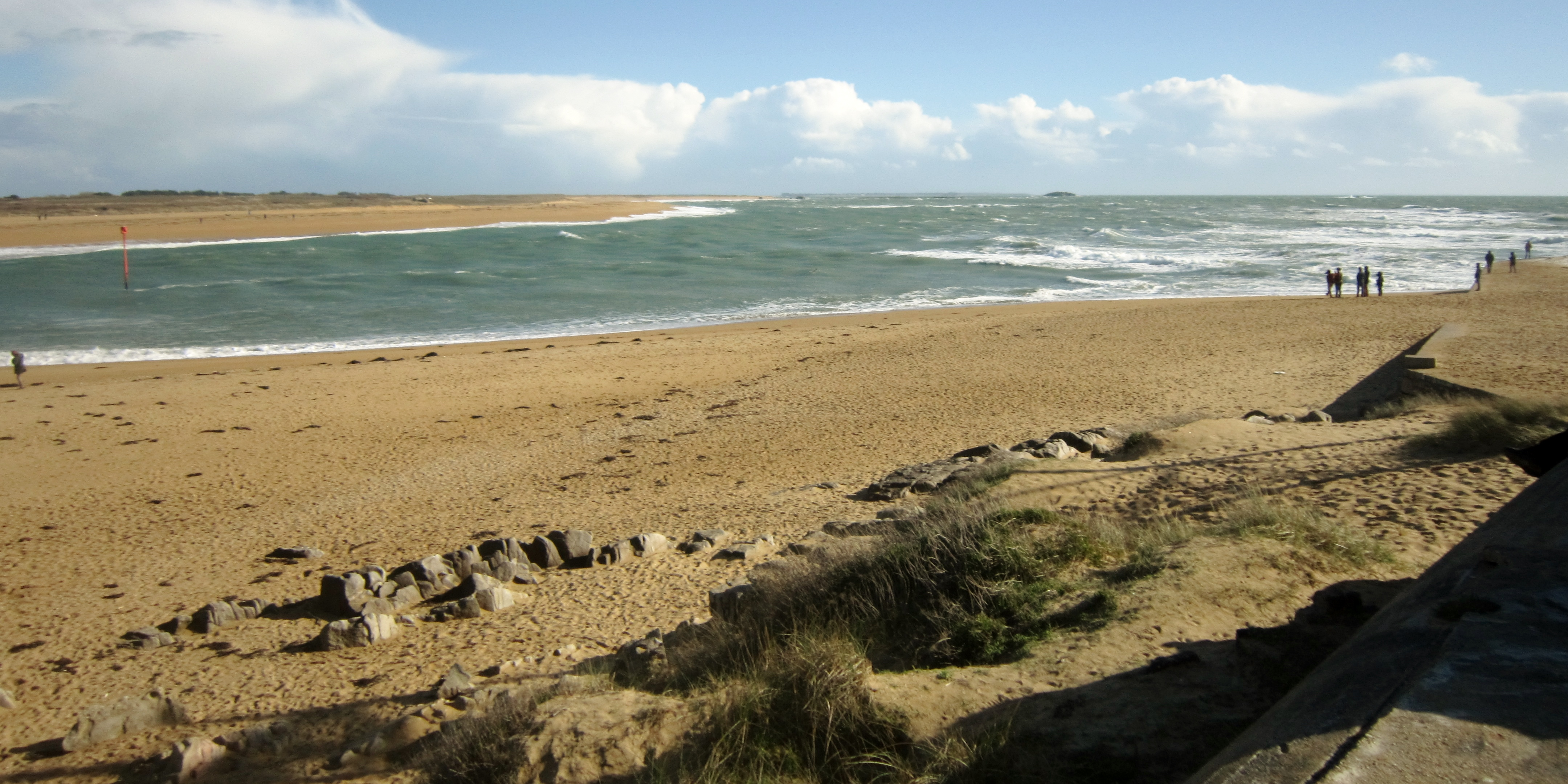
L'estuaire de la ria d'Étel vu depuis les environs de la Pointe Saint-Germain (en Plouhinec (Morbihan), côté rive droite).
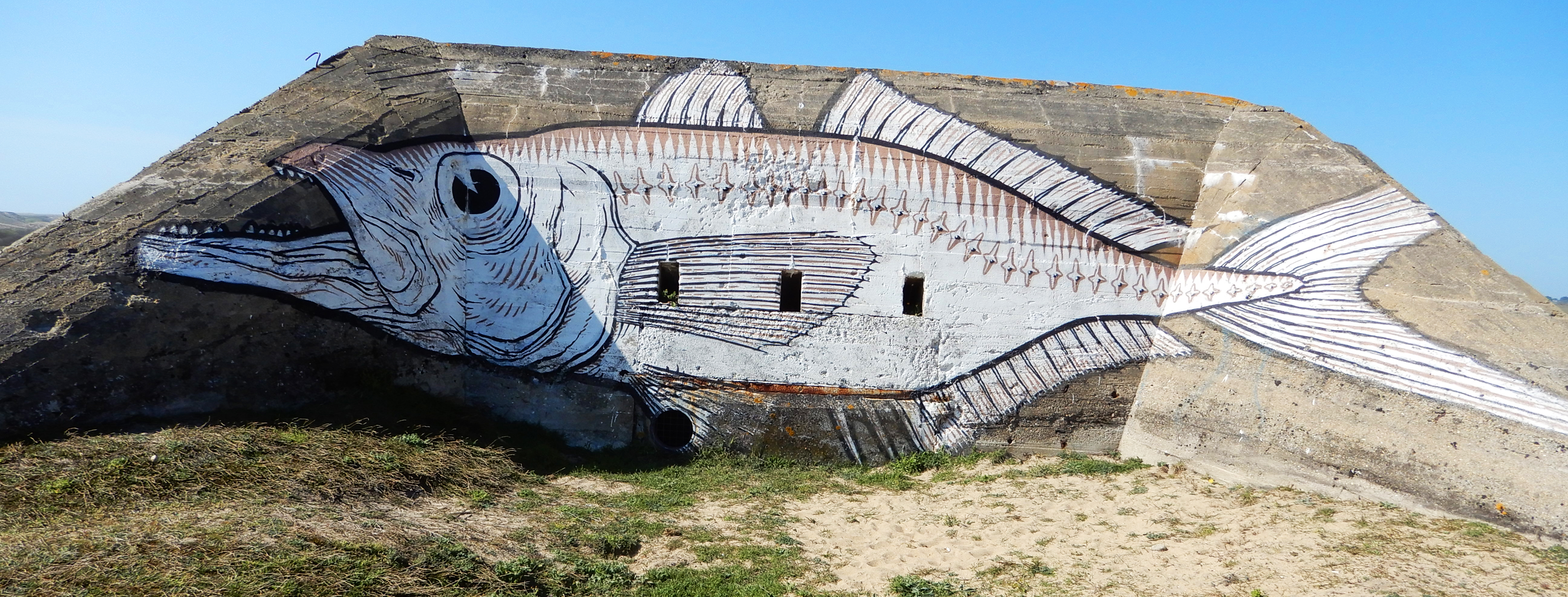
Plouhinec : le blockhaus du sémaphore.

## Festival
- Le « Festival du chant de l'Eucalyptus », après une interruption en 2020 et 2021, est organisé pour la 9e fois en juillet 2022[80].

## Économie
Plouhinec possède une zone artisanale qui emploie environ 500 personnes et constitue un important pôle d'emploi pour le pays de Lorient et d'Auray.

## Personnalités liées à la commune
- Germaine Tillion : résistante et ethnologue réputée. Entre 1973 et 1975, elle a fait construire sa maison en bordure de la petite mer de Gâvres. La création de l'association "Maison Germaine Tillion" a pour mission de mettre en valeur cette propriété. Par ailleurs la médiathèque porte son nom.
- Hélène Jégado : célèbre empoisonneuse du XIXe siècle, née à Plouhinec[81].
- Christian Le Squer (né le 30 septembre 1962 à Plouhinec), chef cuisinier français.